# 1947
1947 (MCMXLVII) byl rok, který dle gregoriánského kalendáře započal středou.

## Události

### Česko
- 3. ledna – Byl zahájen dvouletý plán hospodářské výstavby (tzv. Dvouletka).
- 1. března – Bylo obnoveno Ředitelství opevňovacích prací.
- 22. dubna – Miroslav Zikmund a Jiří Hanzelka zahájili cestu do Afriky a Jižní Ameriky Tatrou T 87.
- 7. července – V Praze bylo uvedeno do provozu Autobusové nádraží Pankrác.
- 11. července – Byl přijat zákon č. 149/1947 sb. o národní bezpečnosti, který mimo jiné zřizoval složku Státní bezpečnosti.
- 13. července – Při dosud největší české tramvajové nehodě zemřelo v Ústí nad Labem 30 lidí a 76 jich bylo zraněno.
- 5. srpna – Při železniční nehodě v Sekulích na Slovensku zahynulo 19 lidí.
- duben–říjen – Extrémní sucho způsobilo neúrodu a potíže v zásobování potravinami. Sovětský svaz dodal Československu 600 000 tun obilí.
- 16. listopadu – Štěpán Trochta byl jmenován biskupem litoměřickým a Josef Hlouch biskupem českobudějovickým.
- KSČ prosadila likvidaci části Demokratické strany
- přechod banderovců přes Československo, boje na Slovensku

### Svět
- 19. ledna – V polských parlamentních volbách zvítězil Demokratický blok pod vedením komunistické Polské dělnické strany se ziskem 80,1 % hlasů.
- 5. února – Bolesław Bierut se stal polským prezidentem.
- 23. února – Byla založena Mezinárodní organizace pro normalizaci (ISO).
- 25. února – Rozhodnutím spojenecké kontrolní komise oficiálně zanikl Pruský stát.
- 1. března – Mezinárodní měnový fond zahájil finanční operace.
- 12. března – Americký prezident Harry S. Truman vyhlásil Trumanovu doktrínu jako ekonomickou pomoc Řecku a Turecku.
- 1. dubna – Na řecký trůn nastoupil král Pavel I. a vládl následujících 17 let.
- 20. dubna – Po 35 letech vlády zemřel dánský král Kristián X. a na trůn nastoupil jeho syn Frederik IX.
- 4. května – Židovské hnutí Irgun v britské mandátní Palestině zaútočilo na věznici v Akku a osvobodilo 27 vězňů.
- 31. května – Maďarský premiér Ferenc Nagy odstoupil z funkce poté, co mu komunisté unesli syna.
- 18. září – V USA vznikla Ústřední zpravodajská služba CIA.
- 5. června – Americký ministr zahraničí George Catlett Marshall představil plán na ekonomickou pomoc poválečné Evropě, který byl o rok později Kongresem přijat jako Marshallův plán.
- 11. července – Z francouzského přístavu Sète vyplula loď Exodus s 4 500 židovskými uprchlíky do britské Palestiny. Upozornili tak na snahy o vybudování státu Izrael.
- 15. srpna – Indie získala nezávislost na Velké Británii.
- 11. října – Zástupci 22 zemí včetně Československa podepsali ve Washingtonu konvenci Světové meteorologické organizace.
- 14. října – Americký vojenský pilot Chuck Yeager překonal na letounu Bell X-1 rychlost zvuku.
- 22. října – Začala více než dvouměsíční první válka v Kašmíru mezi Indií a Pákistánem.
- 30. října – Byla podepsána Všeobecná dohoda o clech a obchodu (GATT).
- 20. listopadu – Britská princezna Alžběta se ve Westminsterském opatství v Londýně provdala za nadporučíka Philipa Mountbattena, který se stal vévodou z Edinburghu.
- 29. listopadu – Valné shromáždění OSN přijalo plán na rozdělení Palestiny mezi Židy a Araby.
- 30. prosince – Rumunský král Michal I. nuceně abdikoval a byla vyhlášena Rumunská lidová republika.

## Nobelova cena
- Nobelova cena za fyziku – Edward Victor Appleton za výzkum fyziky vyšších vrstev atmosféry, zejména za objev tzv. Appletonovy vrstvy
- Nobelova cena za chemii – Robert Robinson za výzkum rostlinných produktů, zvláště alkaloidů
- Nobelova cena za fyziologii a lékařství – Carl Ferdinand Cori, Gerty Coriová, Bernardo Houssay za objev funkce hormonů předního laloku hypofýzy při metabolismu cukrů
- Nobelova cena za literaturu – André Gide Francie
- Nobelova cena za mír – Koncil Společnosti přátel (kvakeři) (Friends Service Council) Londýn, Velká Británie, Komise Americké společnosti přátel (kvakeři) (American Friends Service Committee) Washington, D.C., USA

## Narození

### Česko

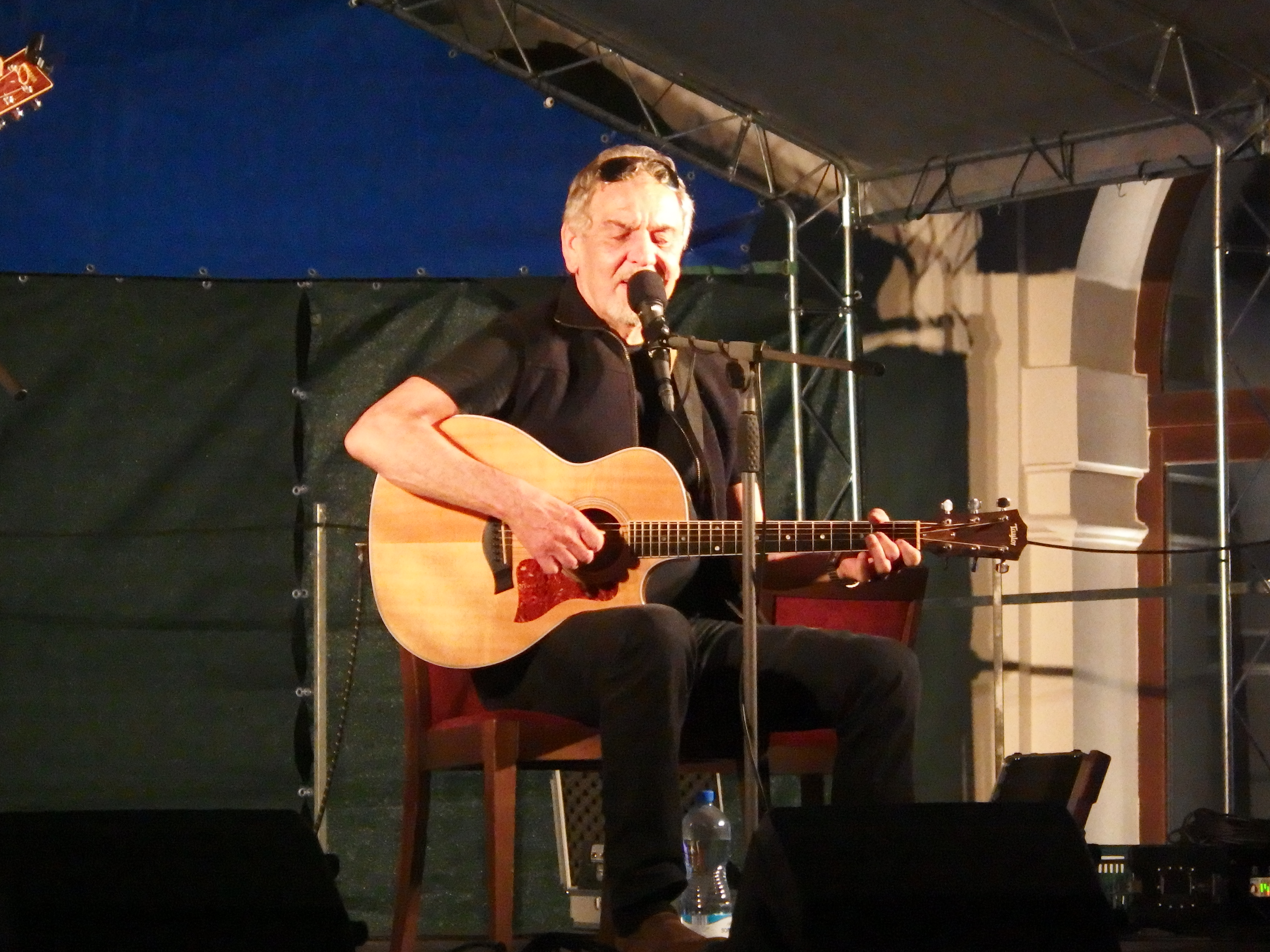
Wabi Daněk (* 30. ledna)

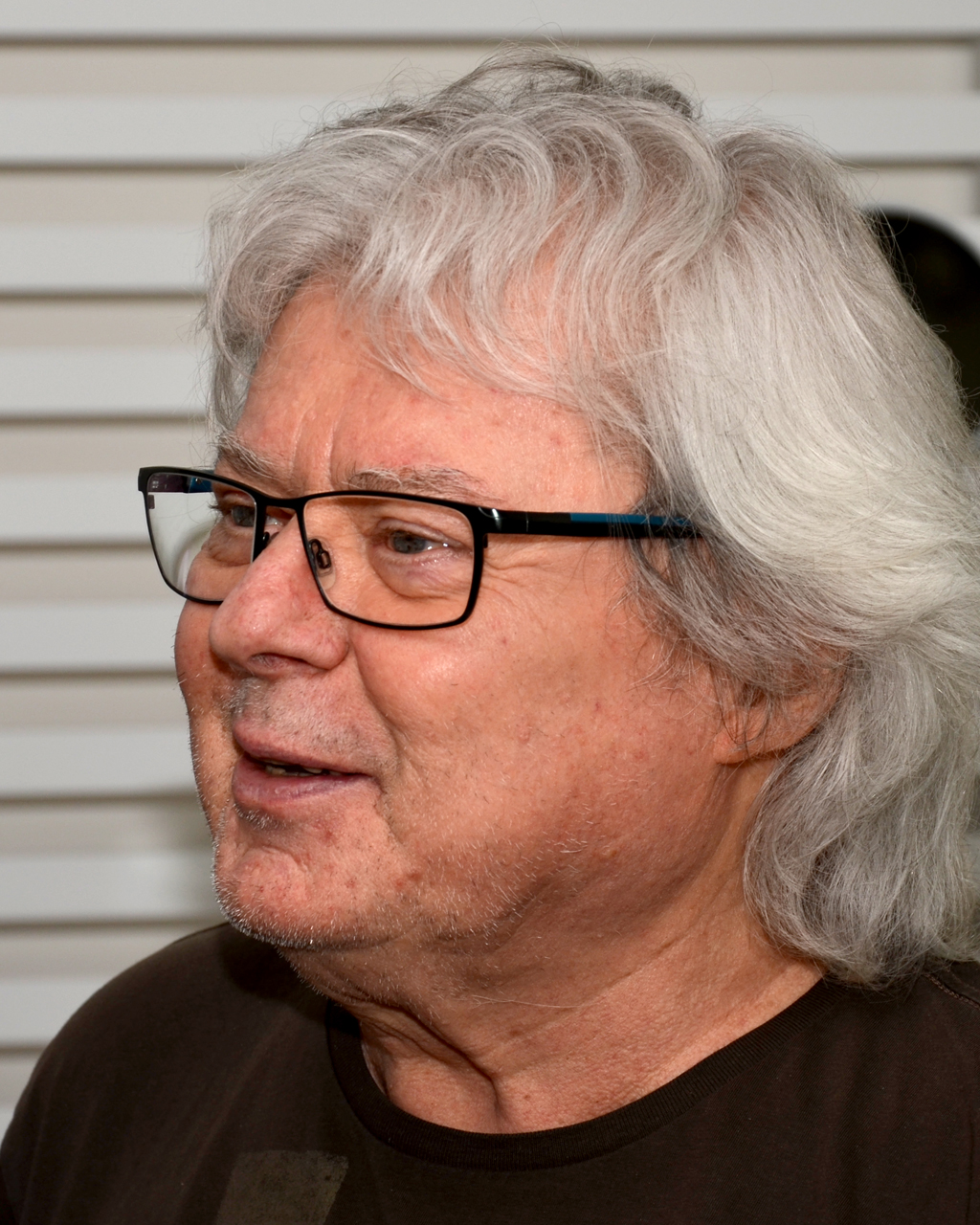
Vladimír Mišík (* 8. března)

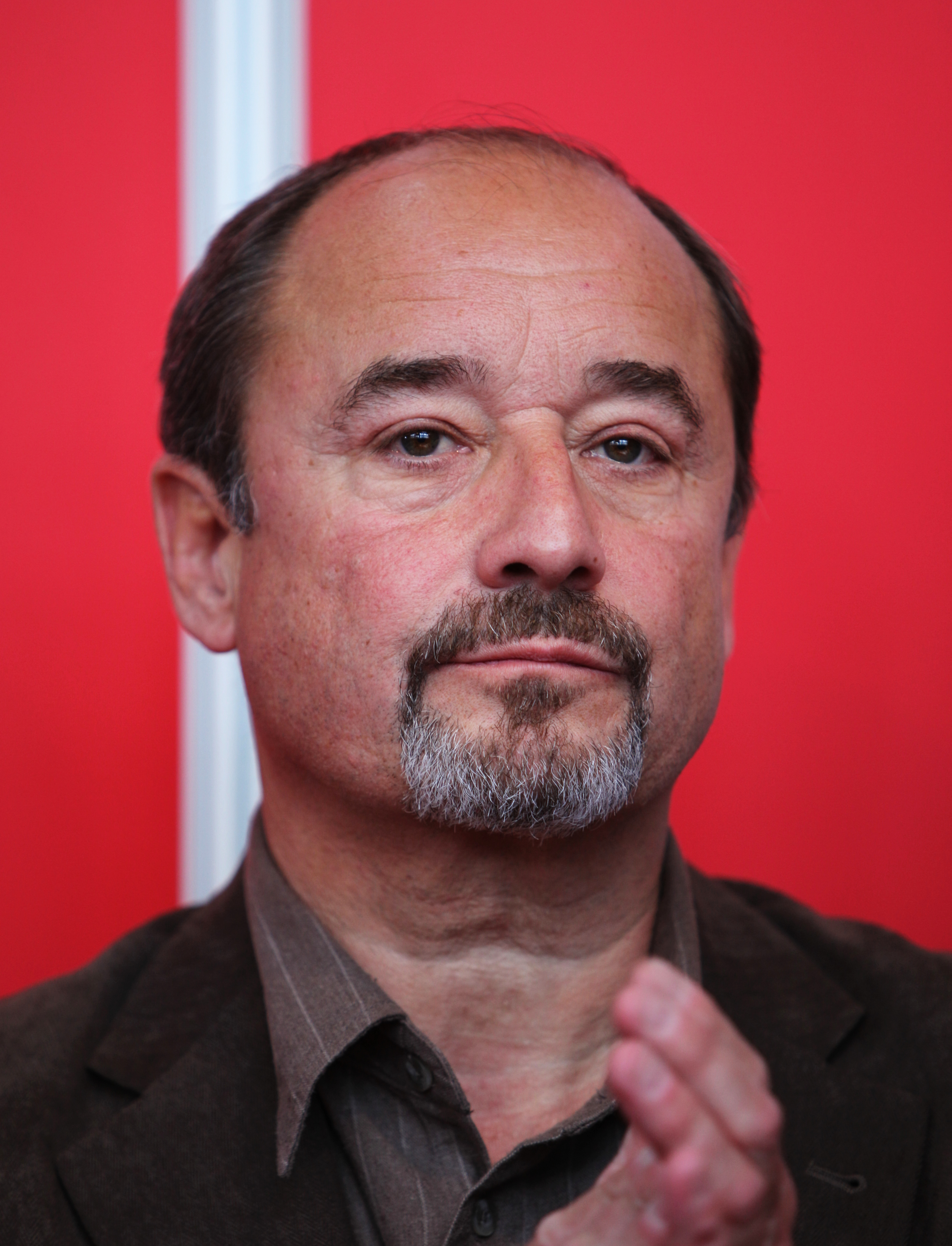
Viktor Preiss (* 13. března)

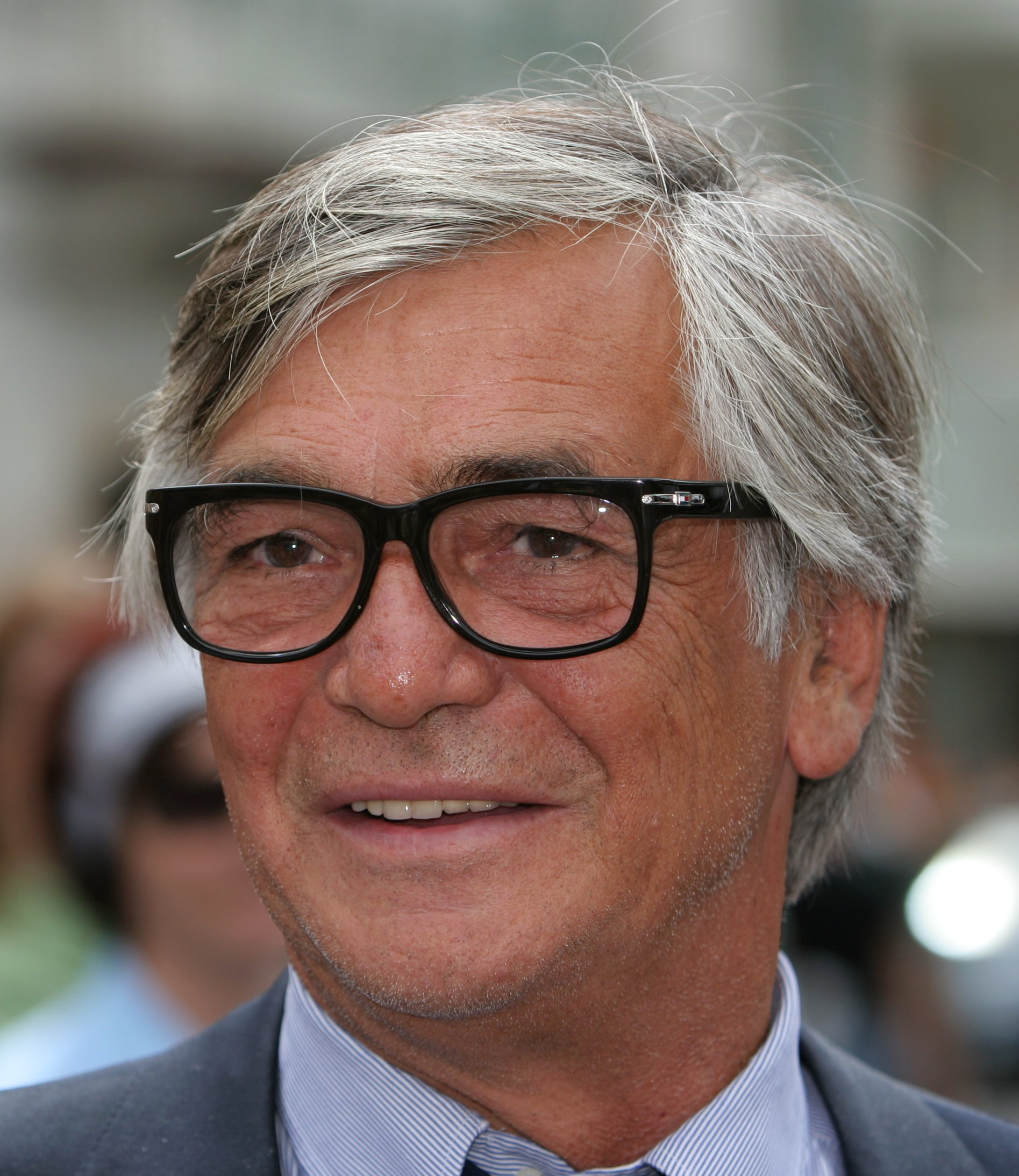
Jiří Bartoška (* 24. března)

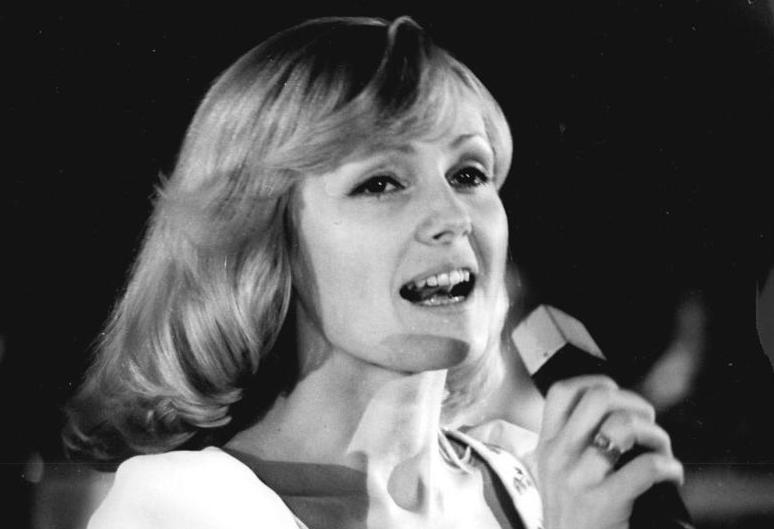
Helena Vondráčková (* 24. června)

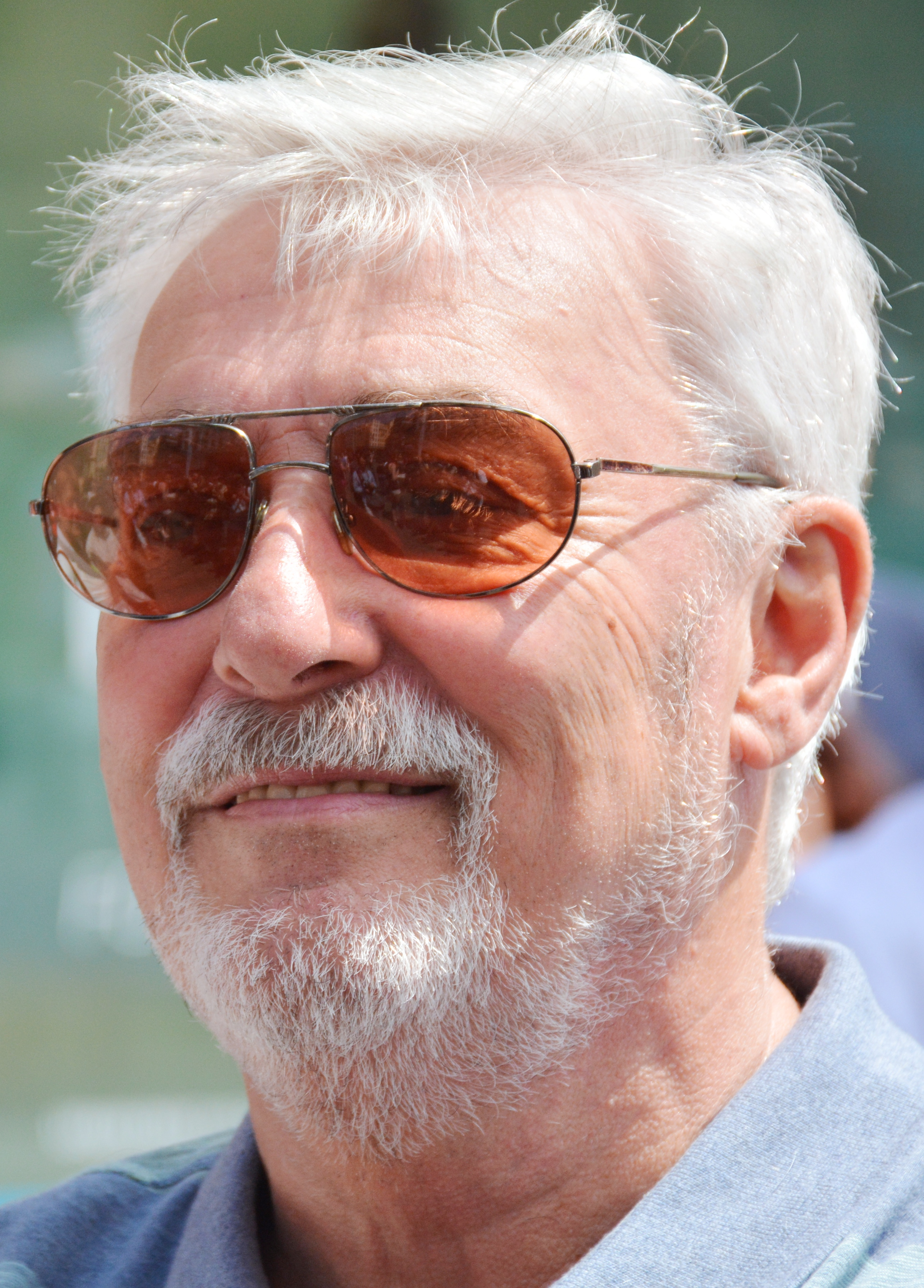
Jan Rosák (* 24. srpna)

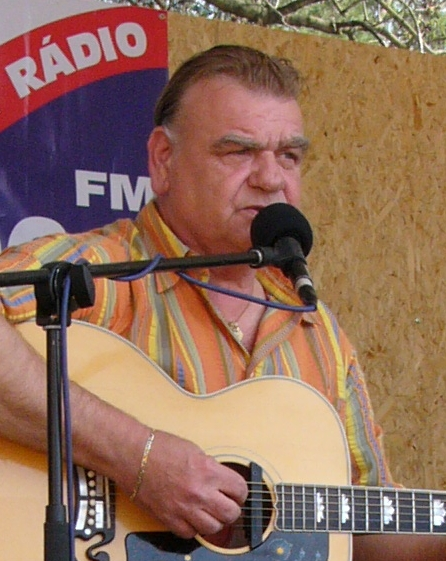
František Nedvěd (* 19. září)

- 01. ledna – Václav Vokolek, spisovatel a publicista
- 07. ledna – Václav Ledvinka, historik a archivář
- 08. ledna – Lenka Bobková, historička
- 11. ledna
  - Martin Štěpánek, herec, ministr kultury († 16. září 2010)
  - Michal Tučný, zpěvák († 10. března 1995)
- 13. ledna
  - Karel Bělina, horolezec
  - Jaroslav Drbohlav, herec († 28. dubna 1985)
  - Jiří Roupec, novinář, písničkář a cestovatel
- 16. ledna – Michal Lázňovský, publicista, dramatik, dramaturg, překladatel
- 17. ledna – Věra Provazníková, básnířka, spisovatelka a výtvarnice († 5. ledna 2023)
- 22. ledna – Alois Horváth, romský muzikant a mistr houslař († 21. dubna 2012)
- 23. ledna – Jaroslav Pánek, historik
- 30. ledna – Wabi Daněk, folkový písničkář († 16. listopadu 2017)
- 31. ledna – Aleš Ulm, zpěvák, scenárista, moderátor
- 01. února – Vladimír Zedník, tenista
- 04. února – Ludvík Hess, novinář, spisovatel a chovatel koní
- 07. února
  - Jiří Rak, historik
  - Jan Kuželka, herec
- 09. února – Tomáš Krystlík, česko-německý spisovatel a žurnalista († 30. prosince 2022)
- 12. února – Jana Šulcová, herečka († 28. července 2023)
- 13. února – Jiří Helekal, zpěvák
- 16. února
  - Jaroslav Kubera, politik († 20. ledna 2020)
  - Oldřich Urban, fotbalista, záložník a obránce, reprezentant († 18. prosince 1998)
- 21. února – Franta Kocourek, bavič, silák, herec, znalec brněnského hantecu († 7. července 1991)
- 27. února
  - Ivan Margolius, architekt a spisovatel
  - Jaroslav Vaculík, historik
  - Zdeněk Pokorný, astronom († 5. prosince 2007)
- 03. března
  - Jiří Hodač, generální ředitel České televize
  - Vojtěch Sedláček, podnikatel
- 06. března – Václav Helšus, herec
- 08. března – Vladimír Mišík, hudebník, zpěvák, kytarista
- 11. března
  - Jiří Brožek, filmový střihač
  - Viktor Dobal, chemik a politik († 7. února 2008)
- 13. března – Viktor Preiss, herec
- 20. března – Karel Kodejška, skokan na lyžích
- 21. března – Miroslav Grebeníček, komunistický politik
- 22. března – Jiří Rulf, básník, prozaik, literární kritik a publicista († 12. dubna 2007)
- 23. března – Jiří Olič, básník, prozaik, esejista a literární kritik
- 24. března – Jiří Bartoška, herec a filmový organizátor († 8. května 2025)
- 01. dubna
  - Petr Bukovský, textař populárních písní
  - Václav Riedlbauch, hudební skladatel, pedagog a manažer († 3. listopadu 2017)
- 02. dubna – Věra Beranová, estetička a kunsthistorička († 4. května 2023)
- 03. dubna
  - Martin Bojar, ministr zdravotnictví ČR
  - Vladimír Kučera, novinář, publicista a scenárista († 4. července 2019)
- 09. dubna – Věra Nosková, spisovatelka, novinářka, propagátorka vědy
- 12. dubna – Antonín Kratochvíl, portrétní a reportážní fotograf
- 13. dubna – František Cipro, fotbalový trenér († 7. února 2023)
- 16. dubna
  - Zdeněk Kluka, hudebník, bubeník, zpěvák a skladatel
  - Jiří Štěpnička, herec
  - Vojta Kiďák Tomáško, trampský a folkový písničkář
- 17. dubna – Zdeněk Maryška, filmový a divadelní herec a dabér
- 19. dubna – Karel Souček, česko-kanadský profesionální kaskadér († 20. ledna 1985)
- 20. dubna – Eduard Vacek, prozaik, básník a publicista
- 21. dubna – Jaroslav Hutka, folkový hudebník, skladatel a písničkář
- 23. dubna – Ludmila Zemanová, česko-kanadská výtvarnice, spisovatelka, scenáristka, režisérka
- 26. dubna
  - Pavel Fořt, kytarista, baskytarista, kapelník, skladatel
  - Jorga Kotrbová, herečka
- 28. dubna
  - Jiří Krytinář, herec († 29. září 2015)
  - Alena Palečková, politička
- 30. dubna – Vladimír Novák, malíř
- 5. května
  - Hana Fousková, spisovatelka, básnířka a výtvarnice († 10. listopadu 2015)
  - Petr Skala, výtvarník, filmový experimentátor
  - Vladimír Šlapeta, historik architektury
  - Hana Tenglerová, česká a československá politička († září 2012)
- 06. května
  - Petr Brodský, duchovní českobratrské církve a politik
  - Oldřich Vízner, herec
- 07. května – Milan Slavický, hudební skladatel, hudební vědec a pedagog († 18. srpna 2009)
- 09. května – Lída Nopová, zpěvačka, klávesistka, hudební pedagožka, hudební skladatelka
- 12. května – Zdeněk Zeman, fotbalový trenér
- 14. května – Josef Koubek, chemik, rektor VŠCHT
- 18. května – Petruška Šustrová, publicistka, překladatelka a politička († 6. května 2023)
- 19. května
  - Zdeněk Juračka, big beatový kytarista († 3. července 2017)
  - Petr Sodomka, československý vodní slalomář, mistr světa
  - Pavel Verner, novinář, spisovatel a dramatik († 11. března 2009)
- 20. května – Zdeněk Hölzel, architekt
- 25. května
  - Jiří Tiller, fotograf
  - Alena Hynková, scenáristka, dramaturgyně a režisérka († 8. dubna 2014)
- 26. května
  - Jiří Drda, politik
  - Lída Rakušanová, spisovatelka a novinářka
- 27. května – Pavel R. Pokorný, knihovník, archivář a heraldik († 5. března 2014)
- 04. června – Radomír Malý, historik, novinář, politik
- 06. června – Taťana Fischerová, herečka, spisovatelka, moderátorka, politička († 25. prosince 2019)
- 12. června – Vojta Dukát, moravský fotograf
- 13. června – Slavomil Hubálek, psycholog a sexuolog († 12. března 2013)
- 17. června – Ladislav Horáček, nakladatel († 21. července 2015)
- 19. června – Zbyšek Stodůlka, politik († 20. června 2014)
- 21. června – Ladislav Zajíček, hudebník, novinář, spisovatel († 8. prosince 2001)
- 22. června – Vladimír Kolár, prozaik, novinář, publicista a literární kritik
- 24. června – Helena Vondráčková, zpěvačka a herečka
- 29. června
  - Petr Kučera, historik, novinář a politik
  - Josef Adamík, hudební skladatel, pedagog a sbormistr († 3. července 2009)
- 02. července – Yvonne Přenosilová, zpěvačka, moderátorka a emigrantka († 11. září 2023)
- 03. července – Jana Švandová, herečka
- 04. července – Jiří Slíva, výtvarník
- 07. července – Jan Ivan Wünsch, rockový baskytarista († 1. června 1999)
- 12. července – Lenka Termerová, herečka
- 16. července
  - Regina Rázlová, herečka
  - Ladislav Rygl, sdruženář, mistr světa 1970
- 20. července – Miloš Schmiedberger mladší, producent a fotograf
- 23. července – Libor Vojkůvka, naivní malíř, cestovatel, fotograf († 21. září 2018)
- 29. července – Miroslav Vojtěchovský, fotograf
- 31. července – Miloň Terč, kameraman
- 03. srpna – Vítězslav Jandák, filmový a divadelní herec a politik
- 04. srpna – Antonín Šplíchal, výtvarník, ilustrátor knížek pro děti
- 06. srpna – Petr Novotný, bavič, moderátor, publicista
- 08. srpna – Jan Sochor, hudebník, klávesista, zpěvák a skladatel († 6. února 2013)
- 09. srpna – Václav Kasík, hudebník a hudební redaktor († 18. prosince 2012)
- 10. srpna – Miloš Šejn, výtvarný umělec
- 13. srpna – Dáša Cortésová, zpěvačka
- 16. srpna – František Bányai, programátor a předseda pražské židovské obce
- 18. srpna
  - Jaroslav Kratěna, cestovatel a spisovatel
  - Leonid Křížek, nakladatel, překladatel z angličtiny a publicista
- 24. srpna – Jan Rosák, rozhlasový a televizní hlasatel, scenárista
- 25. srpna
  - Zdeněk Potužil, režisér, scenárista, dramaturg, spisovatel
  - Jan Veleba, zemědělský odborník a politik
- 27. srpna – Miloš Anděra, zoolog, ekolog, pedagog, spisovatel-publicista
- 30. srpna – Václav Samek, fotbalista
- 09. září – Bohumila Řimnáčová, československá sportovní gymnastka, stříbrná medaile LOH 1968
- 13. září – Radan Rusev, herec († 11. dubna 1999)
- 18. září
  - Pavel Pavlík, hejtman Libereckého kraje
  - Michael Třeštík, prozaik, architekt, publicista, vydavatel a dokumentarista
- 19. září
  - František Nedvěd, zpěvák a kytarista († 18. července 2021)
  - Oskar Přindiš, malíř, kreslíř a sochař († 8. dubna 2012)
- 20. září
  - Bohumil Čermák, hokejový obránce a trenér
  - Martina Maixnerová, klavíristka
  - Vladimír Tesařík, hudebník († 9. června 2003)
- 23. září – Svatava Raková, historička
- 25. září – Milena Lenderová, historička
- 27. září – Jiří Věrčák, filmový režisér-dokumentarista
- 29. září – Heřman Chromý, básník a politik
- 30. září
  - Sylva Turbová, herečka († 29. července 2015)
  - Stanislav Volák, psycholog a politik
- 02. října – Zuzana Burianová, filmová herečka a zpěvačka
- 15. října – Jaroslav Erno Šedivý, bubeník
- 16. října – Vratislav Vaníček, historik
- 17. října – Karel Heřmánek, herec († 24. srpna 2024)
- 18. října – Carola Biedermannová, právnička, spisovatelka, feministika († 2. února 2008)
- 21. října – Antonín Kroča, malíř
- 25. října – Jan Kanyza, herec
- 05. listopadu – Michael Marčák, ilustrátor, karikaturista a politický komentátor († 12. července 2012)
- 13. listopadu – Bob Frídl, písničkář, zpěvák, kytarista a skladatel († 26. února 2013)
- 20. listopadu – Lumír Ondřej Hanuš, chemik a vědec
- 24. listopadu – Jan Bartoš, sochař a restaurátor
- 28. listopadu – David Jan Novotný, spisovatel, scenárista a publicista
- 29. listopadu – Ivan Kurz, hudební skladatel a pedagog
- 1. prosince – Miroslav Nekola, volejbalista
- 04. prosinec – Jan Míka, filmový a televizní scenárista a spisovatel
- 06. prosince – Miroslav Vitouš, jazzový kontrabasista a baskytarista
- 09. prosince
  - Jana Bellinová, česká a nyní anglická šachistka
  - Jan Bürgermeister, politik
- 13. prosince – Alexander Tomský, politolog a nakladatel, překladatel
- 14. prosince
  - Jan Knaisl, pedagog a publicista († 31. března 2022])
  - Jan Sarkandr Tománek, malíř, grafik a tvůrce animovaných filmů († 27. července 2017)
- 17. prosince – Josef Prokeš, hudebník a spisovatel
- 18. prosince
  - Zdeňka Lorencová, zpěvačka
  - Pavel Vavrys, malíř a ilustrátor
- 24. prosince – Rudolf Chlad, náčelník Horské služby a politik
- 26. prosince – Josef Janíček, muzikant
- 27. prosince – Jaromír Kalus, muzejník a politik
- 28. prosince – Ivo Kučera, herec, publicista, skladatel a dramatik
- 30. prosince – Jiří Hradec, hudební skladatel, aranžér a interpret
- 31. prosince – Pavel Jajtner, politik a diplomat
- neznámé datum
  - Jitka Cerhová, herečka
  - Jiří Fuchs, filozof
  - Vladimír Havlíček, dirigent a skladatel
  - Václav Vlček, lékař a politik

### Svět
- 01. ledna

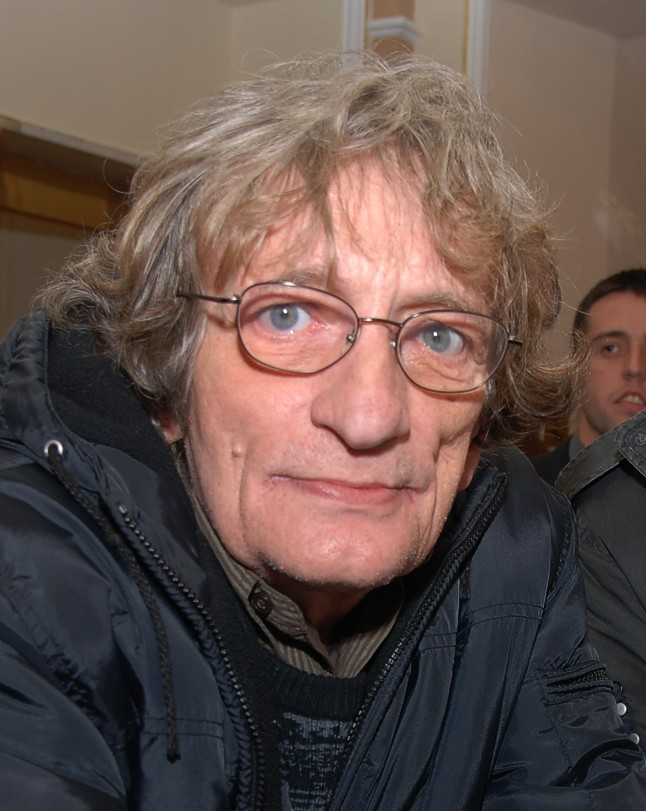
Marián Varga (* 29. ledna)

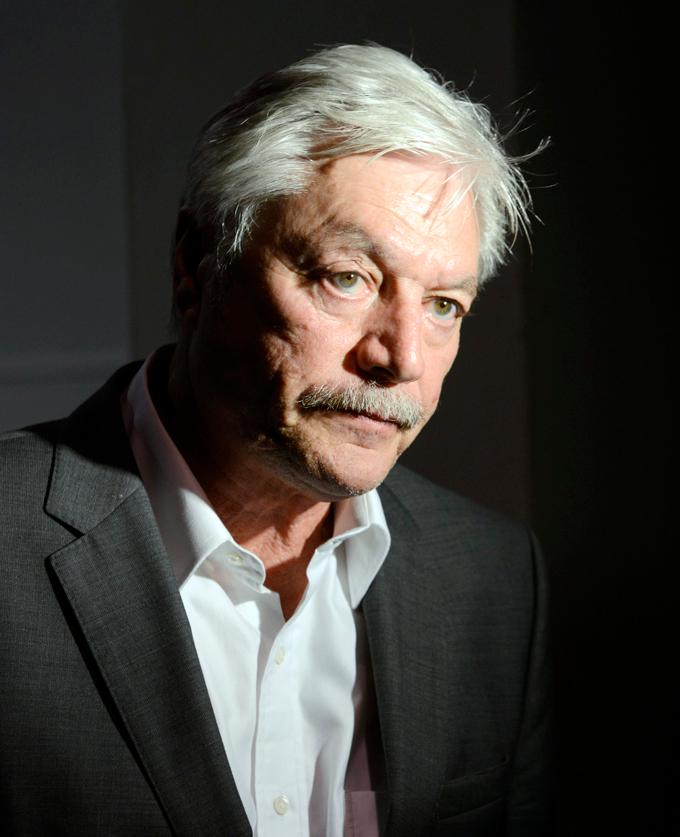
Juraj Kukura (* 15. března)

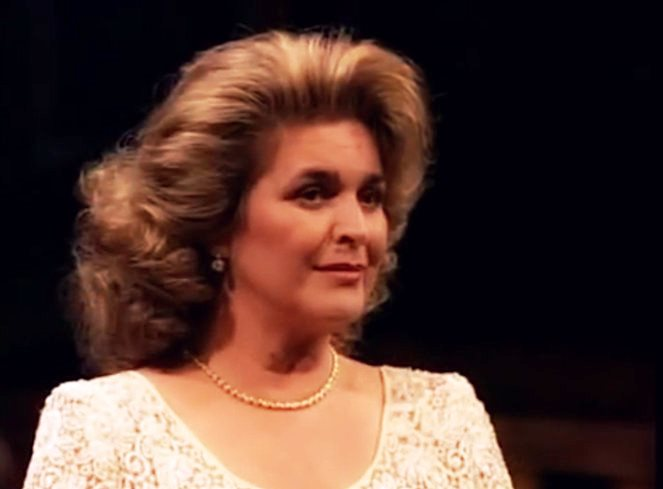
Gabriela Beňačková (* 25. března)

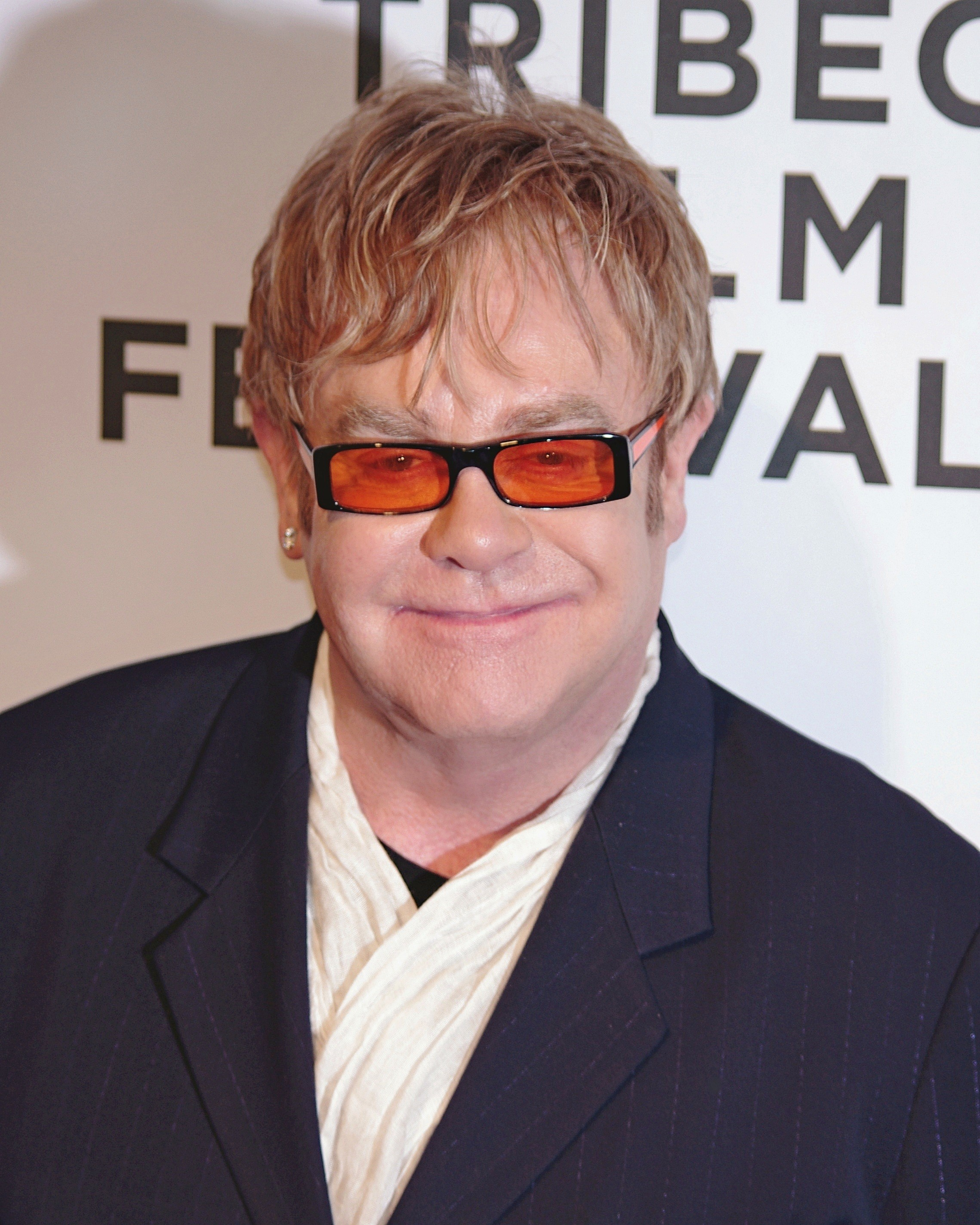
Elton John (* 25. březen)

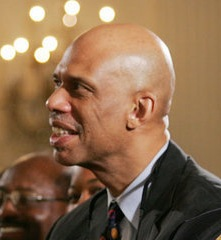
Kareem Abdul-Jabbar (* 16. duben)

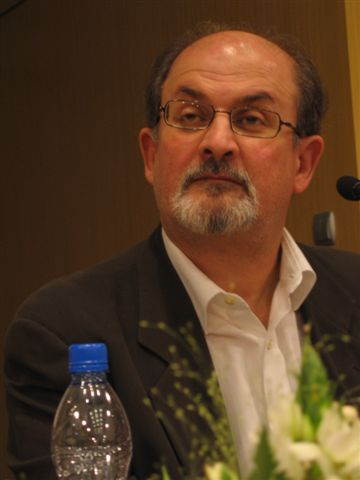
Salman Rushdie (* 19. červen)

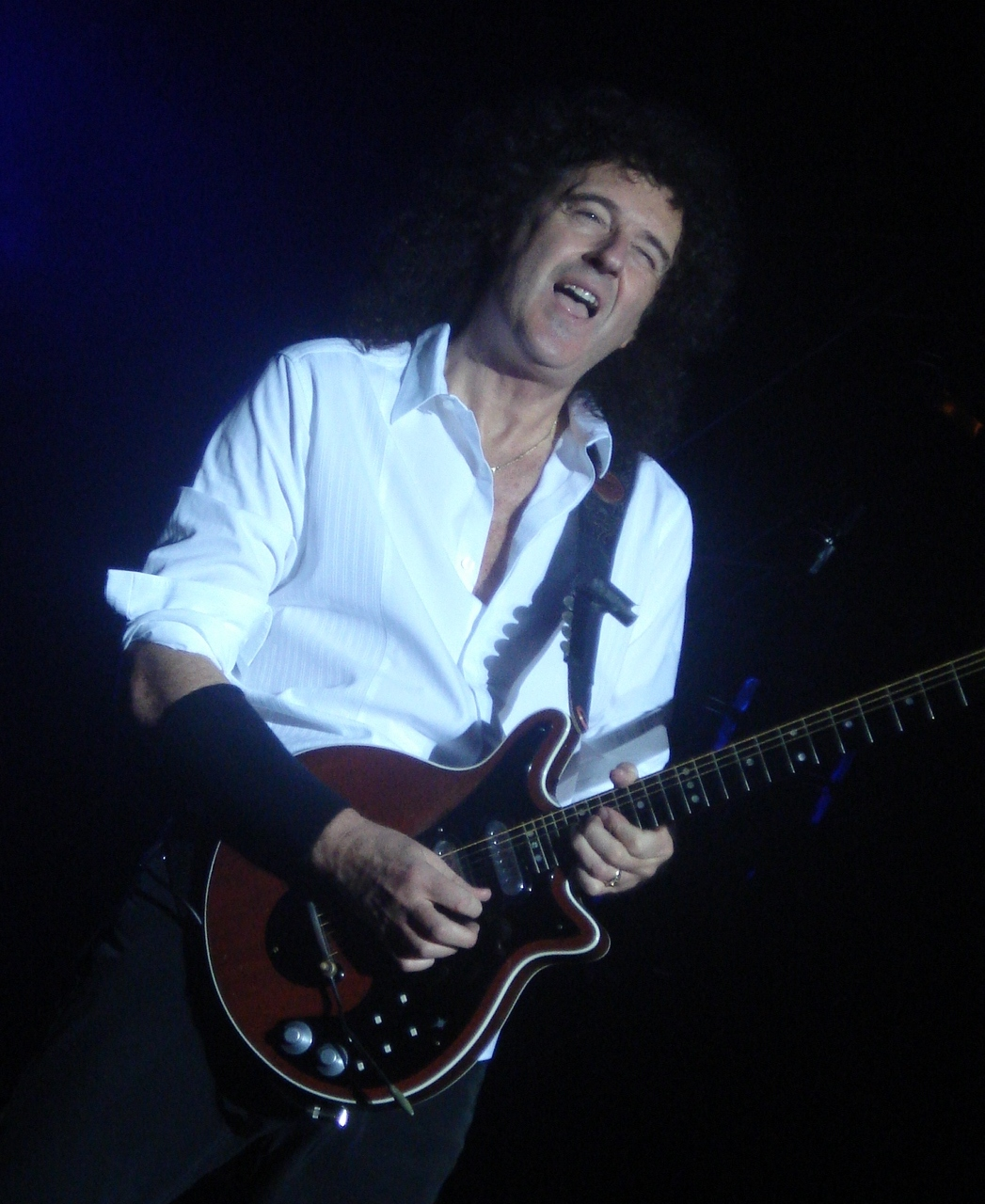
Brian May (* 19. červenec)

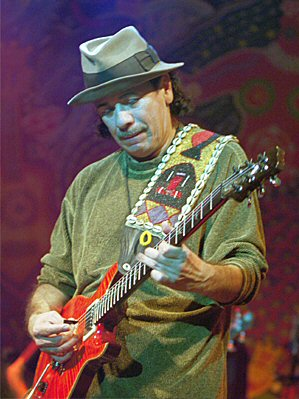
Carlos Santana (* 20. červenec)

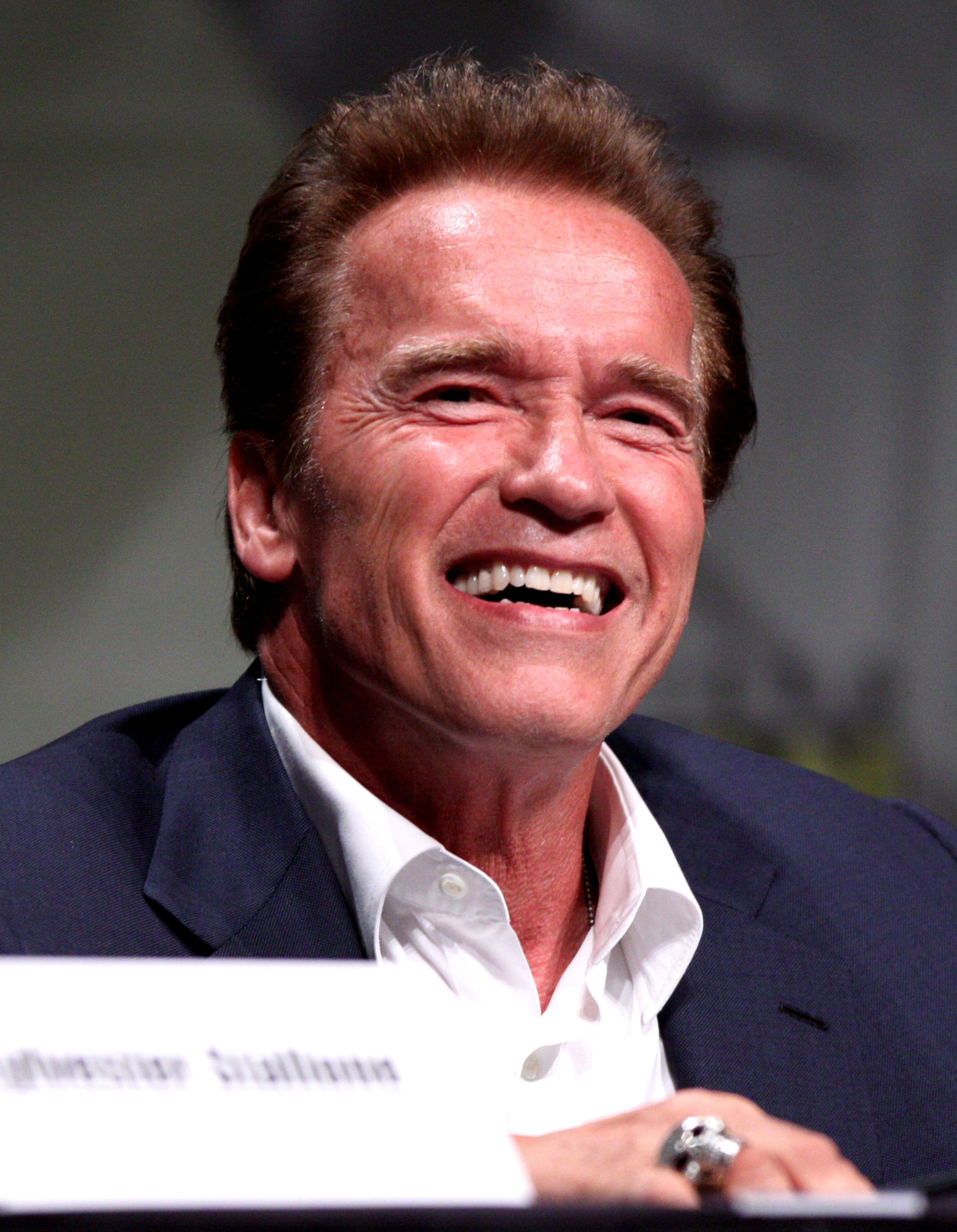
Arnold Schwarzenegger (* 30. červenec)

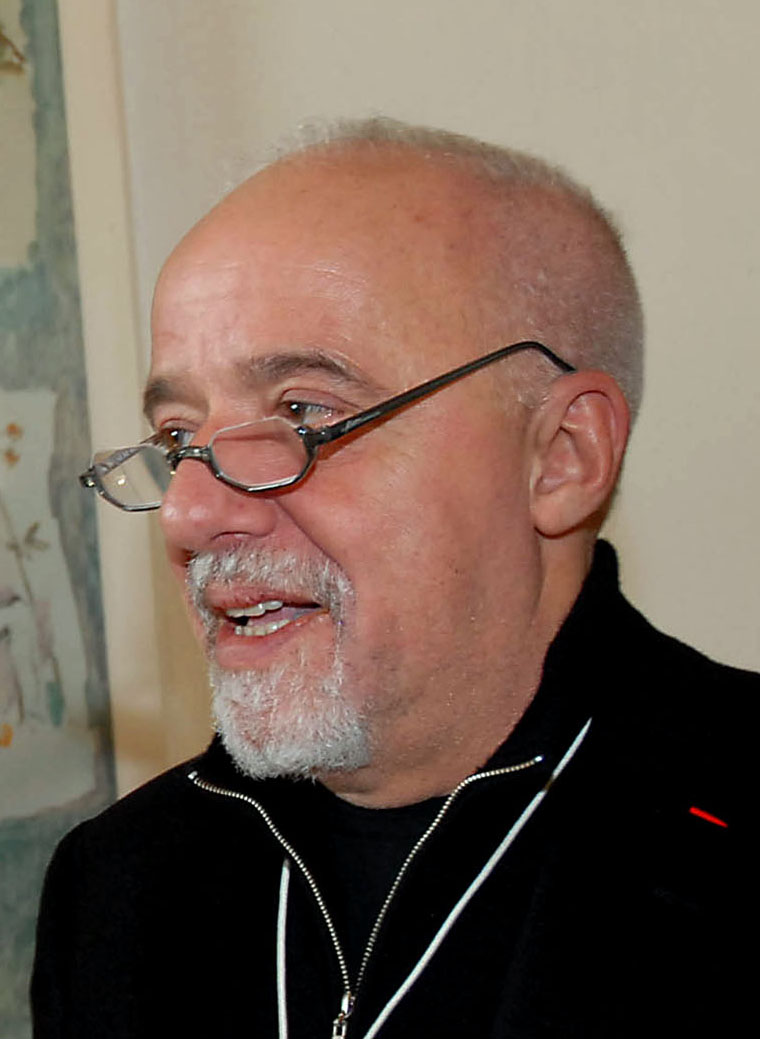
Paulo Coelho (* 24. srpen)

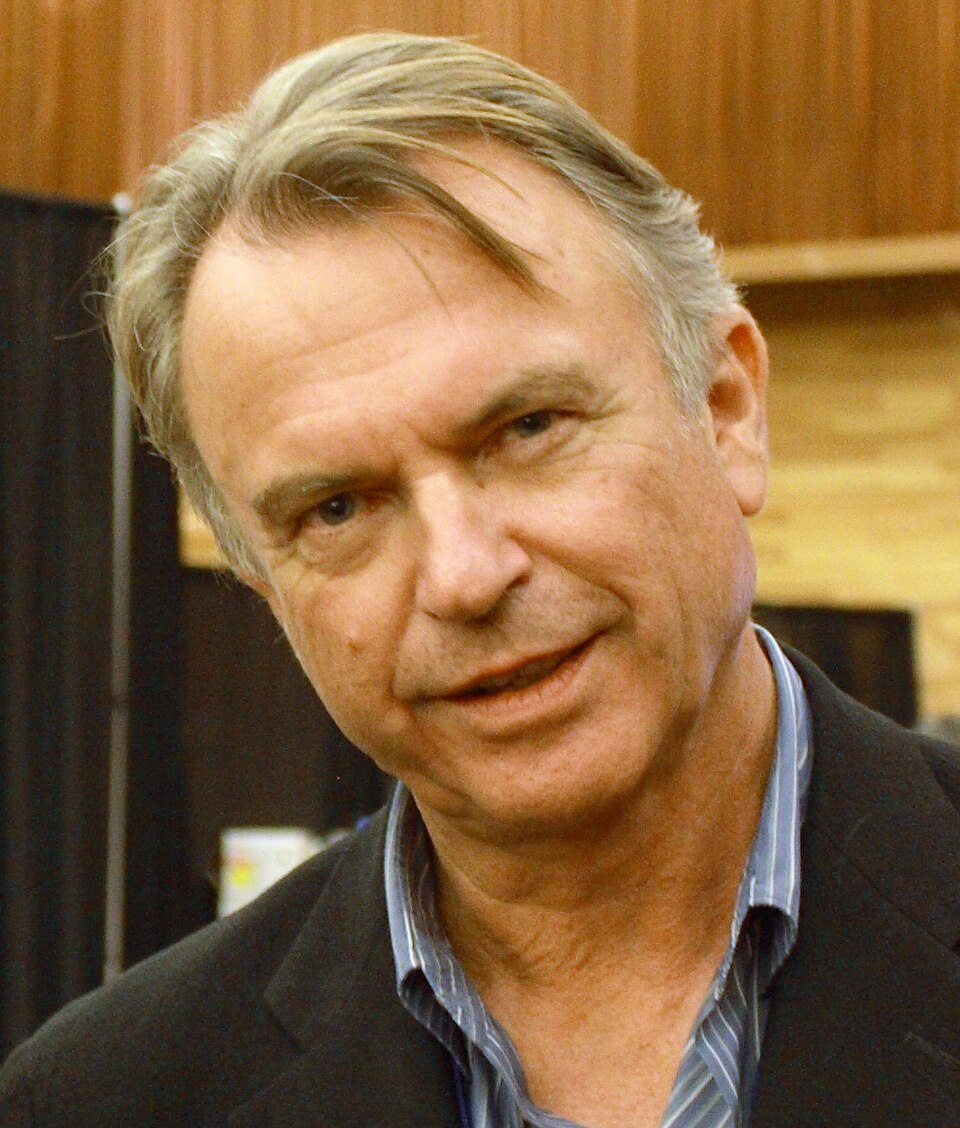
Sam Neill (* 14. září)

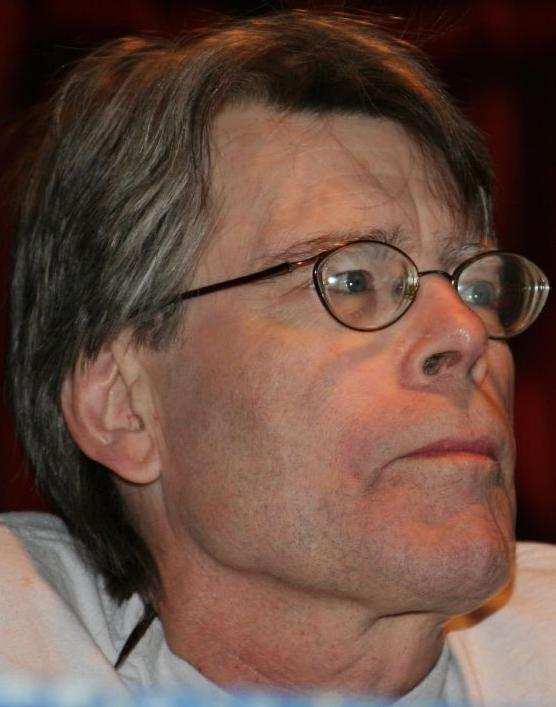
Stephen King (* 21. září)

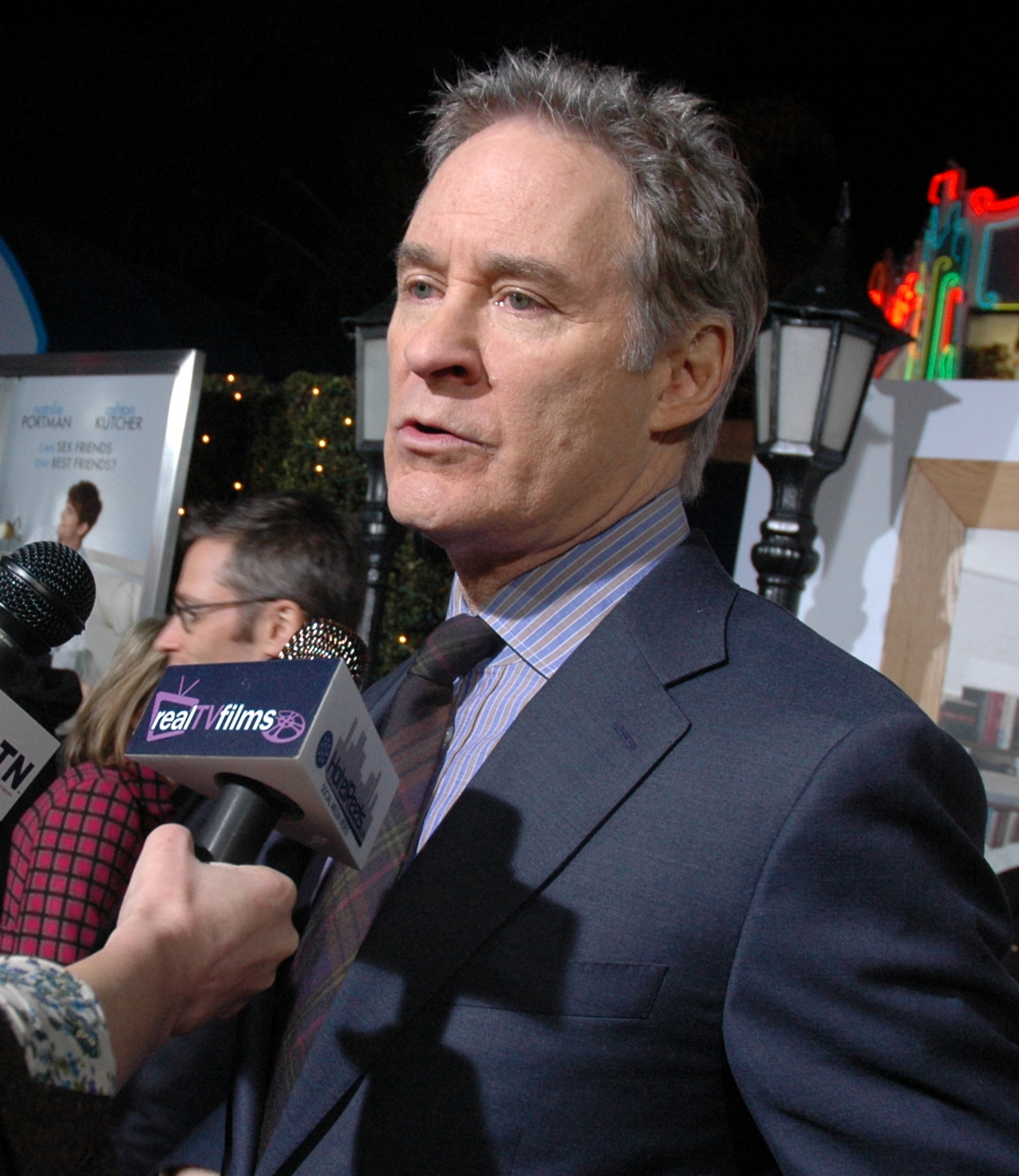
Kevin Kline (* 24. říjen)

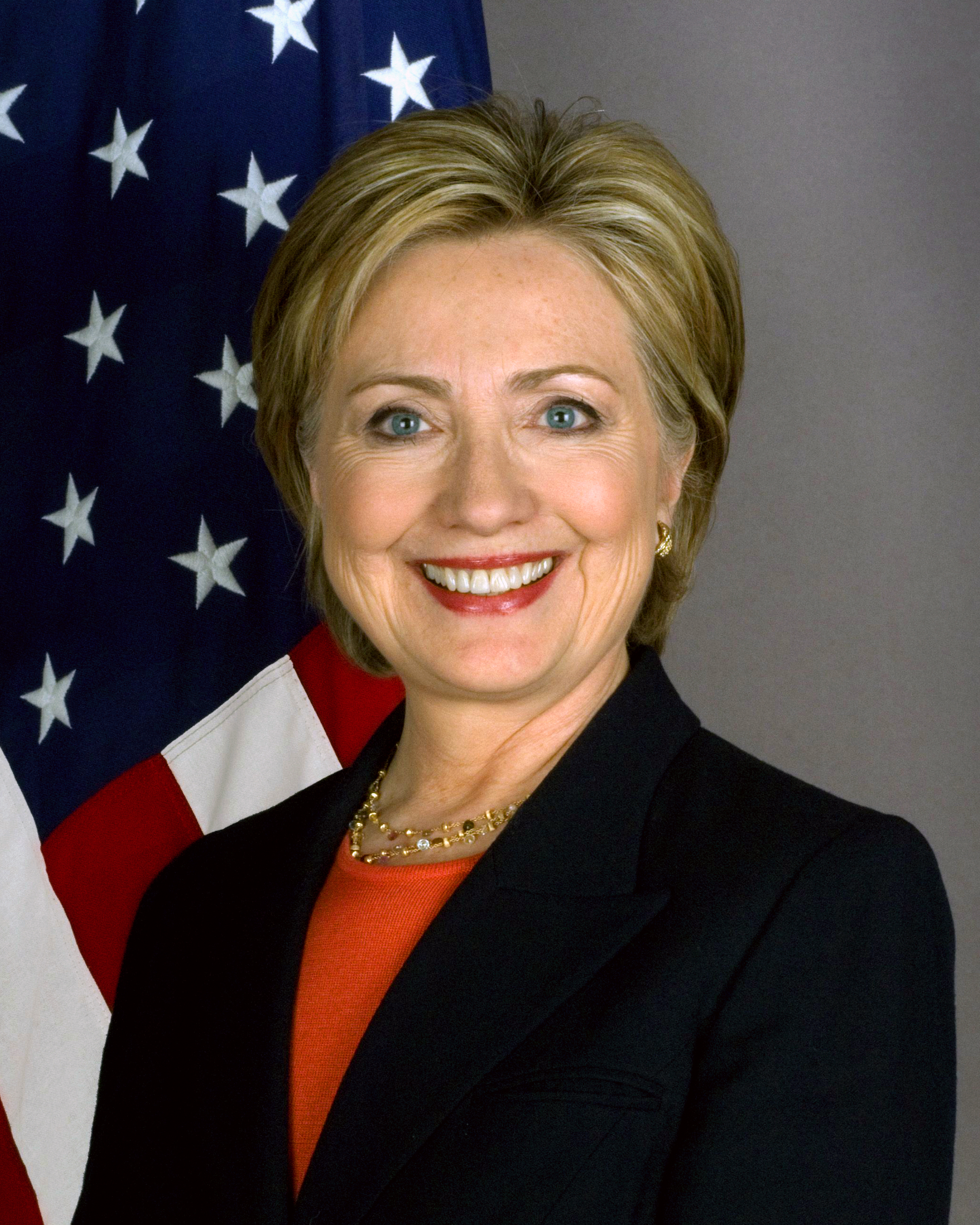
Hillary Clintonová (* 26. říjen)

  - Jaroslav Boroš, slovenský fotbalista, útočník, reprezentant Československa
  - Vladimir Titov, sovětský a ruský kosmonaut
  - Lynne Tillman, americká spisovatelka a kulturní kritička
- 02. ledna – Alexandr Jakušev, ruský lední hokejista
- 04. ledna – Chris Cutler, britský bubeník a hudební teoretik
- 05. ledna – Kathrine Switzerová, americká spisovatelka, maratonská běžkyně
- 06. ledna
  - Fedor Frešo, slovenský rockový a jazzový hudebník
  - Sandy Denny, anglická zpěvačka a písničkářka († 21. dubna 1978)
- 07. ledna – Stefan Angelov, bulharský zápasník († 21. prosince 2019)
- 08. ledna – David Bowie, britský zpěvák, herec, hudební skladatel a producent († 10. ledna 2016)
- 09. ledna
  - David Allen Brooks, americký herec
  - Nick Evans, velšský pozounista
- 10. ledna
  - Peer Steinbrück, premiér Severního Porýní-Vestfálska
  - Tiit Vähi, premiér Estonska
  - George Alec Effinger, americký spisovatel († 27. dubna 2002)
- 11. ledna – Carry Geijssenová, nizozemská rychlobruslařka, olympijská vítězka
- 13. ledna
  - John Lees, anglický kytarista a zpěvák
  - Chris Thomas, britský hudební producent a hudebník
- 15. ledna – Martin Chalfie, americký biolog, nositel Nobelovy ceny
- 16. ledna – Thomas Christopher Collins, kanadský kardinál
- 17. ledna – Anton Șuteu, rumunský hudební skladatel († 13. září 2010)
- 18. ledna – Takeši Kitano, japonský, herec, spisovatel, malíř a filmový režisér
- 19. ledna – John G. Perry, britský baskytarista a zpěvák
- 21. ledna – Rebija Kadírová, ujgurská podnikatelka a politická aktivistka
- 22. ledna – Vladimír Oravský, švédský spisovatel, dramatik a režisér
- 23. ledna – Megawati Sukarnoputri, indonéská prezidentka
- 24. ledna
  - Michio Kaku, americký fyzik
  - Warren Zevon, americký rockový zpěvák († 7. září 2003)
- 25. ledna – Tostão, brazilský fotbalista
- 26. ledna
  - Giuseppe Betori, italský kardinál
  - Robert Cailliau, belgický inženýr informatiky, tvůrce World Wide Webu
  - Michel Sardou, francouzský zpěvák
  - Patrick Dewaere, francouzský herec († 16. července 1982)
- 29. ledna
  - Marián Varga, slovenský hudební skladatel a hráč na klávesové nástroje († 9. srpna 2017)
  - David Byron, britský zpěvák († 28. února 1985)
- 30. ledna – Steve Marriott, britský zpěvák († 20. dubna 1991)
- 01. února
  - Jurij Malyšev, sovětský veslař, zlato na OH 1972
  - Gaston Rahier, belgický motokrosový závodník († 8. února 2005)
- 02. února – Farrah Fawcett, americká filmová a seriálová hvězda († 25. června 2009)
- 3. února
  - Paul Auster, americký spisovatel († 30. dubna 2024)
  - Christo Bonev, bulharský fotbalista
  - Dave Davies, britský rockový hudebník
  - Melanie Safka, americká zpěvačka-skladatelka († 23. ledna 2024)
- 04. února – Dan Quayle, americký státník a politik
- 05. února
  - Mary Cleaveová, americká bioložka, ekoložka a astronautka († 27. listopadu 2023)
  - Benoît Jacquot, francouzský režisér
- 08. února – J. Richard Gott, americký astrofyzik
- 09. února – Major Harris, americký R&B zpěvák († 9. listopadu 2012)
- 10. února – Chris Ethridge, americký baskytarista († 23. dubna 2012)
- 11. února – Jukio Hatojama, premiér Japonska
- 13. února – Taťjana Tarasovová, ruská krasobruslařská trenérka a choreografka
- 14. února
  - Majgull Axelssonová, švédská novinářka a spisovatelka
  - Heide Rosendahlová, německá atletka, olympijská vítězka
  - Tim Buckley, americký kytarista a zpěvák († 29. června 1975)
- 15. února – John Adams, americký minimalistický hudební skladatel
- 17. února – Charles Higham, novozélandský profesor antropologie
- 18. února – Carlos Lopes, portugalský olympijský vítěz v maratonu na OH 1984
- 19. února – Jackie Curtis, americký herec († 15. května 1985)
- 22. února – Harvey Mason, americký jazzový bubeník
- 25. února
  - Lee Evans, americký sprinter, dvojnásobný zlatý medailista OH († 19. května 2021)
  - Rjó Kawasaki, japonský kytarista († 13. dubna 2020)
  - Doug Yule, americký zpěvák a hudebník
- 26. února – Sandie Shaw, britská zpěvačka
- 27. února
  - Alan Guth, americký teoretický fyzik a kosmolog
  - Gidon Kremer, lotyšský houslista a dirigent
- 28. února – Leena Krohnová, finská spisovatelka
- 02. března – Juraj Szikora, slovenský fotbalista, útočník, reprezentant Československa († 12. prosince 2005)
- 03. března – Jennifer Warnes, americká country-popová zpěvačka a písničkářka
- 04. března – Jan Garbarek, norský saxofonista a hudební skladatel
- 06. března
  - Dick Fosbury, americký atlet, olympijský vítěz ve skoku do výšky († 12. března 2023)
  - Rob Reiner, americký herec, režisér, producent a aktivista
- 07. března – Walter Röhrl, německý jezdec rallye
- 08. března
  - Michael S. Hart, Američan, zakladatel projektu Gutenberg
  - Sally Oldfield, irská folková zpěvačka
- 10. března – Kim Campbellová, kanadská politička, právnička, diplomatka a spisovatelka
- 11. března – Blue Weaver, britský hráč na klávesy, skladatel
- 12. března – Mitt Romney, guvernér státu Massachusetts
- 13. března – Ry Cooder, americký kytarista, zpěvák, hudební skladatel
- 15. března
  - André Gelpke, německý fotograf
  - Juraj Kukura, slovenský herec
- 17. března – Gerd Ludwig, německý novinářský fotograf
- 18. března – Deborah Lipstadtová, americká historička
- 19. března – Glenn Close, americká herečka a zpěvačka
- 22. března – James Pattersom, americký spisovatel
- 23. března – Paul Cartledge, britský historik a spisovatel
- 24. března – Svetlana Toma, moldavská herečka
- 25. března
  - Gabriela Beňačková, slovenská operní pěvkyně
  - Elton John, anglický zpěvák, hudební skladatel a klavírista
- 27. března – John Mayhew, bubeník progresivní rockové skupiny Genesis († 26. března 2009)
- 29. března – Robert Gordon, americký rockabilly zpěvák a herec († 18. října 2022)
- 30. března – Marilyn Crispell, americká klavíristka a hudební skladatelka
- 31. března – Ronny Reich, izraelský archeolog
- 01. dubna – Alain Connes, francouzský matematik
- 02. dubna – Camille Pagliaová, americká sociální kritička a esejistka
- 03. dubna – Ladislav Kuna, slovenský fotbalista a československý reprezentant († 1. února 2012)
- 05. dubna – Gloria Macapagal-Arroyová, filipínská prezidentka
- 07. dubna
  - Florian Schneider, německý hráč na syntezátory a skladatel († 21. dubna 2020)
  - Charles Pitts, americký kytarista a zpěvák († 1. května 2012)
- 08. dubna
  - Steve Howe, anglický kytarista
  - Robert Kiyosaki, americký podnikatel a spisovatel
- 10. dubna
  - Halina Frackowiak, polská zpěvačka, textařka a skladatelka
  - Burke Shelley, rockový hudebník, zpěvák a baskytarista
- 11. dubna – Meshach Taylor, americký herec († 28. června 2014)
- 12. dubna
  - Martin Brasier, anglický paleobiolog a astrobiolog († 16. prosince 2014)
  - David Letterman, americký komik a moderátor
  - Tom Clancy, americký spisovatel († 1. října 2013)
- 13. dubna – Gottfried Wagner, německý multimediální režisér a publicista
- 15. dubna – Lois Chiles, americká herečka a modelka
- 16. dubna
  - Kareem Abdul-Jabbar, americký profesionální basketbalista a herec
  - Lee Kerslake, britský bubeník v rockové skupině Uriah Heep († 19. září 2020)
  - Ján Lehotský, slovenský zpěvák a skladatel
  - Gerry Rafferty, skotský zpěvák a písničkář († 4. ledna 2011)
- 17. dubna – Patrizia Cavalli, italská básnířka
- 18. dubna
  - Kathy Acker, americká spisovatelka († 30. listopadu 1997)
  - James Woods, americký herec
- 19. dubna
  - Mark Volman, americký zpěvák
  - Norbert Conrad Kaser, jihotyrolský rebelující spisovatel a básník († 21. srpna 1978)
  - Murray Perahia, americký klavírista a dirigent
- 20. dubna – Nikoloz Lekišvili, gruzínský fyzik, ekonom a politik, předseda vlády († 3. ledna 2025)
- 21. dubna – Iggy Pop, americký punk rockový zpěvák a občasný herec
- 23. dubna
  - Mahmúd Mamdání, ugandský myslitel, kulturní antropolog
  - Dan Meridor, izraelský politik
  - Glenn Cornick, první baskytarista ve skupině Jethro Tull. († 28. srpna 2014)
- 24. dubna
  - Josep Borrell, předseda Evropského parlamentu
  - João Braz de Aviz, brazilský kardinál
  - Roger D. Kornberg, americký biochemik, nositel Nobelovy ceny
- 25. dubna
  - Johan Cruijff, nizozemský fotbalista († 24. března 2016)
  - Jeffrey DeMunn, americký herec
- 26. dubna – Warren Clarke, anglický herec († 12. listopadu 2014)
- 28. dubna – Steve Khan, americký jazzový kytarista
- 29. dubna – Jacob Holdt, dánský fotograf, spisovatel a pedagog
- 01. května – Ja'akov Bekenstein, izraelský teoretický fyzik († 17. srpna 2015)
- 02. května
  - Philippe Herreweghe, belgický dirigent
  - James Dyson, britský vynálezce
- 04. května – Richard Jenkins, americký herec
- 06. května
  - Alan Dale, novozélandský herec
  - Martha Nussbaumová, americká filozofka
  - Ronald L. Rivest, americký odborník v oblasti kryptografie
- 07. května – Marúf al-Bachít, premiér Jordánska
- 09. května
  - Dougal Dixon, skotský geolog, paleontolog a spisovatel
  - Michael Levitt, americký biofyzik, nositel Nobelovy ceny
- 11. května
  - František Šebej, slovenský psycholog, novinář, karatista a politik
  - Elisabeth Käsemann, nejznámější německá oběť argentinské vojenské diktatury († 24. května 1977)
- 12. května – Michael Ignatieff, kanadský historik, spisovatel, politik
- 16. května – Darrell Sweet, bubeník skotské hard rockové skupiny Nazareth († 30. dubna 1999)
- 18. května
  - John Bruton, premiér Irska († 6. února 2024)
  - Jerzy Stuhr, polský herec, režisér, scenárista a pedagog († 9. července 2024)
- 23. května
  - Michael Porter, americký ekonom
  - Karl Vocelka, rakouský historik
- 24. května
  - Cynthia Plaster Caster, americká umělkyně
  - Waddy Wachtel, americký kytarista, hudební producent a skladatel
- 25. května – Flavio Bucci, italský herec († 18. února 2020)
- 28. května
  - Zahi Hawass, generální tajemník Nejvyšší rady pro památky Egypta
  - Leland Sklar, americký baskytarista a skladatel
- 01. června
  - Jonathan Pryce, velšský herec
  - Ron Wood, britský rockový kytarista a malíř
- 02. června
  - František Mikloško, slovenský politik
  - Abilio Jose Osório Soares, indonéský politik a guvernér Východního Timoru
- 04. června – Viktor Klima, kancléř Rakouska
- 05. června – Laurie Anderson, americká zpěvačka, houslistka a skladatelka
- 06. června – Robert Englund, americký herec
- 08. června
  - Mick Box, kytarista britské rockové skupiny Uriah Heep
  - Joan La Barbara, americká zpěvačka a skladatelka
  - Julie Driscollová, anglická zpěvačka
- 09. června – Françoise Demulder, francouzská válečná fotografka († 3. září 2008)
- 11. června – Richard Palmer-James, britský hudebník a textař
- 12. června – Jurij Baturin, ruský politik a kosmonaut
- 14. června – Barry Melton, americký kytarista a zpěvák
- 15. června – Patrick Moore, kanadský ochránce životního prostředí
- 18. června – Hanns Zischler, německý herec
- 17. června
  - Guy Evans, anglický progresivně rockový bubeník, perkusionista a skladatel
  - Stephen Quay, výtvarník a filmový režizér
  - Timothy Quay, výtvarník a filmový režizér
- 19. června – Salman Rushdie, indicko-britský spisovatel
- 21. června
  - Širín Ebadiová, íránská advokátka a aktivistka za lidská práva, nositelka Nobelovy ceny
  - Fernando Savater, španělský filozof, esejista a politik
- 22. června
  - Bruno Latour, francouzský sociolog a filozof vědy († 8. října 2022)
  - Jerry Rawlings, prezident Ghanské republiky († 12. listopadu 2020)
- 23. června – Zuzana Cigánová, slovenská herečka a spisovatelka
- 24. června
  - Mick Fleetwood, britský hudebník
  - Peter Weller, americký herec a režisér
- 26. června
  - Gulbuddín Hekmatjár, vůdce afghánských mudžáhedínů
  - Peter Sloterdijk, německý filosof, publicista a spisovatel
- 29. června
  - Brian Herbert, americký spisovatel
  - Richard Lewis, americký herec a komik
  - Eric Wrixon, irský rockový klávesista († 13. července 2015)
- 03. července
  - Dave Barry, americký humorista
  - Rob Rensenbrink, nizozemský fotbalista († 24. ledna 2020)
  - Top Topham, britský kytarista a malíř († 23. ledna 2023)
- 04. července – Igor Kapišinský, slovenský astronom a překladatel († 9. září 2014)
- 06. července – Jicchak Levy, izraelský rabín a politik
- 07. července
  - Gjánéndra , poslední nepálský král
  - Rob Townsend, britský rockový bubeník
- 08. července – Kim Darby, americká herečka a zpěvačka
- 09. července
  - O. J. Simpson, hráč amerického fotbalu, herec a usvědčený zločinec
  - Mitch Mitchell, britský bubeník († 12. listopadu 2008)
- 10. července – Ivan Hudec, slovenský politik a spisovatel († 7. února 2022)
- 11. července – Jaroslav Pollák, slovenský fotbalista, československý reprezentant († 26. června 2020)
- 12. července
  - Gareth Edwards, velšský ragbista
  - Wilko Johnson, britský rockový zpěvák, kytarista a herec († 21. listopadu 2022)
  - Mari Trini, španělská zpěvačka († 6. dubna 2009)
- 15. července
  - Lydia Davisová, americká spisovatelka
  - Roky Erickson, americký zpěvák, skladatel, hráč na harmoniku a kytarista
  - Peter Banks, anglický kytarista († 7. března 2013)
- 17. července – Camilla, vévodkyně z Cornwallu, druhá manželka britského korunního prince Charlese
- 18. července – Linda Gail Lewis, americká zpěvačka a pianistka
- 19. července
  - Brian May, britský rockový kytarista a astrofyzik
  - Rikija Jasuoka, japonský herec a zpěvák († 8. dubna 2012)
- 20. července
  - Gerd Binnig, německý fyzik, nositel Nobelovy ceny
  - Camille Keatonová, americká herečka
  - Carlos Santana, mexicko-americký hudebník, kytarista a zpěvák
- 22. července
  - Don Henley, americký rockový zpěvák, písničkář a bubeník
  - Mihaela Peneșová, rumunská atletka, olympijská vítězka v hodu oštěpem († 29. srpna 2024)
- 25. července – Aljaksandar Milinkevič, běloruský fyzik a opoziční politik
- 30. července
  - Françoise Barré-Sinoussi, objevitelka viru HIV způsobujícího AIDS, nositelka Nobelovy ceny
  - Arnold Schwarzenegger, rakousko-americký sportovec, herec a republikánský politik
- 31. července – Richard Griffiths, britský herec († 28. března 2013)
- 02. srpna – Massiel , španělská zpěvačka
- 05. srpna – Rick Derringer, americký zpěvák, kytarista, hudební producent a skladatel († 26. května 2025)
- 06. srpna
  - Christian Jacq, francouzský egyptolog a spisovatel
  - Muhammad Nadžíbulláh, afghánský prezident († 27. září 1996)
- 07. srpna
  - Kerry Reidová, australská tenistka
  - Sofia Rotaru, ukrajinská zpěvačka, skladatelka, tanečnice, herečka
- 9. srpna – Džungo Morita, japonský volejbalista
- 10. srpna
  - Ian Anderson, britský hudebník a skladatel
  - Drupi, italský zpěvák
- 12. srpna – Stefano Benni, italský spisovatel
- 14. srpna
  - Maddy Prior, britská folková zpěvačka
  - Danielle Steel, americká spisovatelka
- 16. srpna – Daiširó Jošimura, japonský fotbalista († 1. listopadu 2003)
- 17. srpna – Mohamed Abdelaziz, prezident Saharské arabské demokratické republiky († 31. května 2016)
- 19. srpna – Tony Williams, anglický hudebník
- 21. srpna – Marián Lapšanský, slovenský klavírista
- 23. srpna
  - William Russell, britský dramatik, textař a hudební skladatel
  - Linda Thompson, britská zpěvačka
- 24. srpna – Paulo Coelho, brazilský spisovatel
- 25. srpna – Keith Tippett, britský jazzový pianista a skladatel
- 27. srpna – Barbara Bachová, americká herečka, modelka a psycholožka
- 28. srpna – Emlyn Hughes, anglický fotbalista a komentátor († 9. listopadu 2004)
- 29. srpna – James Hunt, britský pilot Formule 1, mistr světa z roku 1976 († 15. června 1993)
- 02. září – Richard Coughlan, britský rockový bubeník († 1. prosince 2013)
- 03. září
  - Eric Bell, irský rockový kytarista
  - Kjell Magne Bondevik, norský premiér
  - Mario Draghi, guvernér Evropské centrální banky
  - Gérard Houllier, francouzský fotbalový trenér († 14. prosince 2020)
- 05. září – Mel Collins, britský rockový saxofonista a flétnista
- 06. září – Sylvester, americký disco, soul drag queen a zpěvák († 16. prosince 1988)
- 08. září
  - Amos Biwott, keňský olympijský vítěz na trati 3000 metrů překážek
  - Halldór Ásgrímsson, islandský premiér († 18. května 2015)
- 09. září
  - David Rosenboom, americký hudebník, hudební skladatel a pedagog
  - Morris Pert, britský hudební skladatel, bubeník a perkusionista († 27. dubna 2010)
- 11. září
  - Gerry Conway, anglický rockový bubeník
  - Julie Covingtonová, britská zpěvačka a herečka
- 12. září – Darryl DeLoach, americký rockový zpěvák a textař († 3. října 2002)
- 13. září – Jules T. Allen, americký fotograf a profesor umění
- 14. září
  - Sam Neill, novozélandský filmový herec
  - Jerzy Popiełuszko, polský kněz zavražděný příslušníky komunistické tajné policie († 19. října 1984)
- 15. září – Mark Hučko, slovenský jazykovědec
- 16. září – Alexandr Ruckoj, viceprezident Ruské federace
- 17. září – Jozef Bednárik, slovenský herec a divadelní režisér († 22. srpna 2013)
- 19. září
  - Viktor Jerofejev, ruský spisovatel
  - Jozef Móder, slovenský fotbalista, československý reprezentant
- 20. září – Patrick Poivre d'Arvor, francouzský novinář, televizní hlasatel a spisovatel
- 21. září
  - Nick Castle, americký herec, scenárista a režisér
  - Stephen King, americký spisovatel hororů
- 23. září – Marcel Sakáč, slovenský hokejový brankář, československý reprezentant
- 25. září – Cecil Womack, americký zpěvák († 1. února 2013)
- 26. září – Lynn Andersonová, americká zpěvačka († 30. července 2015)
- 28. září
  - Šajch Hasína Vadžídová, premiérka Bangladéše
  - Bob Carr, premiér Nového Jižního Walesu
- 29. září – Martin Ferrero, americký divadelní a filmový herec
- 30. září – Marc Bolan, anglický zpěvák-skladatel, kytarista a básník († 16. září 1977)
- 01. října
  - Aaron Ciechanover, izraelský biochemik, nositel Nobelovy ceny
  - Stephen Collins, americký herec
- 03. října – John Perry Barlow, americký básník, esejista, textař a aktivista († 7. února 2018)
- 04. října
  - Jim Fielder, americký baskytarista
  - Dežo Ursiny, slovenský hudebník († 2. května 1995)
- 05. října – Brian Johnson, britský zpěvák a textař
- 08. října
  - Stephen Shore, americký reportážní fotograf,
  - Tošija Itó, japonský herec († 12. června 2007)
- 09. října – France Gallová, francouzská popová zpěvačka
- 10. října – Francis Perrin, francouzský herec, scenárista a režisér
- 11. října
  - Al Atkins, britský heavy metalový zpěvák
  - Lukas Papadimos, guvernér Centrální banky Řecka
- 13. října
  - Sammy Hagar, americký rockový zpěvák, kytarista, skladatel
  - Alan Wakeman, britský saxofonista
- 16. října
  - Bob Weir, americký hudebník, skladatel, zpěvák a kytarista
  - David Zucker, americký filmový režisér
- 17. října – Michael McKean, americký herec, spisovatel, skladatel a hudebník
- 18. října
  - Joe Morton, americký herec
  - Laura Nyro, americká hudební skladatelka, textařka, zpěvačka a pianistka († 8. dubna 1997)
- 23. října
  - Greg Ridley, anglický rockový baskytarista († 12. listopadu 2003)
  - Kazimierz Deyna, polský fotbalista († 1. září 1989)
- 24. října – Kevin Kline, americký filmový a divadelní herec
- 25. října – Glenn Tipton, kytarista britské heavymetalové skupiny Judas Priest
- 26. října – Hillary Clintonová, ministryně zahraničních věcí a první dáma USA
- 27. října – Gunter Demnig, německý umělec
- 29. října – Richard Dreyfuss, americký herec
- 31. října
  - Frank Shorter, americký olympijský vítěz v maratonu 1972
  - Herman Van Rompuy, předseda Evropské rady, předseda vlády Belgie
- 1. listopadu – Gordon Brown, skotský ragbista († 19. března 2001)
- 02. listopadu – Dave Pegg, britský baskytarista
- 03. listopadu – Joe Lala, americký hudebník a herec († 18. března 2014)
- 05. listopadu – Peter Noone, anglický písničkář, kytarista, pianista a herec
- 06. listopadu – George Young, australský rockový hudebník († 22. října 2017)
- 08. listopadu
  - Margaret Seddonová, americká lékařka a astronautka
  - Minnie Riperton, americká zpěvačka a textařka († 12. července 1979)
- 09. listopadu – Robert David Hall, americký herec
- 12. listopadu – Patrice Leconte, francouzský režisér a scenárista
- 13. listopadu
  - Amory Lovins, americký experimentální fyzik
  - Ján Pivarník, slovenský fotbalista, československý reprezentant
- 15. listopadu
  - Malcolm Ranjith, srílanský kardinál
  - Bill Richardson, americký politik († 1. září 2023)
- 18. listopadu – Zdzisław Sosnowski, polský umělec, a teoretik
- 20. listopadu – Joe Walsh, americký kytarista, zpěvák, multiinstrumentalista
- 22. listopadu – Alfredo Cristiani, prezident Salvadoru
- 23. listopadu – José Antonio Abásolo Álvarez, španělský archeolog
- 24. listopadu – Dwight Schultz, americký herec
- 25. listopadu
  - Stéphane Courtois, francouzský historik
  - Tracey Walter, americký herec
- 29. listopadu
  - Mirza Khazar, ázerbájdžánský spisovatel, politický analytik († 31. ledna 2020)
  - Mario Aurelio Poli, argentinský kardinál
  - Clare Torry, britská zpěvačka
  - Petra Kelly, německá aktivistka a politička († 1. října 1992)
- 30. listopadu
  - Sergio Badilla Castillo, chilský básník, spisovatel
  - Stuart Baird, britský filmový střihač, producent a režisér
  - Jude Ciccolella, americký herec
- 02. prosince – Ntaré V., poslední král Burundi († 29. dubna 1972)
- 03. prosince – Percy Jones, velšský baskytarista
- 05. prosince – Rick Wills, britský baskytarista
- 08. prosince
  - Gregg Allman, americký rockový hudebník († 27. května 2017)
  - Thomas R. Cech, americký chemik, nositel Nobelovy ceny
  - Francis Huster, francouzský herec a režisér
- 12. prosince – Will Alsop, britský architekt († 13. května 2018)
- 14. prosince
  - Sarolta Zalatnayová, maďarská zpěvačka
  - Dilma Rousseffová, brazilská prezidentka
- 16. prosince
  - Vincent Matthews, americký atlet, sprinter, dvojnásobný olympijský vítěz
  - Jahangir Razmi, íránský fotograf
- 17. prosince
  - Zakhar Bron, ruský houslista
  - Mykola Azarov, předseda vlády Ukrajiny
- 18. prosince
  - Henk Barendregt, nizozemský učitel meditace a profesor matematické logiky
  - Karol Dobiaš, slovenský fotbalový obránce, československý reprezentant
  - Sten Stensen, norský rychlobruslař, olympijský vítěz
  - Pekka Marjamäki, finský hokejový obránce († 10. května 2012)
- 19. prosince
  - Jimmy Bain, skotský baskytarista († 23. ledna 2016)
  - Chris Jagger, britský hudebník a herec
- 21. prosince – Paco de Lucía, španělský hudební skladatel a kytarista († 25. února 2014)
- 22. prosince – Porfirio Lobo Sosa, honduraský prezident
- 23. prosince – Graham Bonnet, britský rockový zpěvák-skladatel
- 29. prosince – Cozy Powell, britský rockový bubeník († 5. dubna 1998)
- 30. prosince – Jeff Lynne, anglický textař, skladatel, zpěvák, kytarista
- 31. prosince
  - Burton Cummings, kanadský rockový klávesista, zpěvák
  - Gerhard Ludwig Müller, německý kardinál
- 0?
  - Michel Azama, francouzský spisovatel
  - Donna Woolfolk Crossová, americká spisovatelka
  - Ángeles de Irisarri, španělská spisovatelka
  - Matthias Arnold, německý historik umění a malíř
  - Jock Sturges, americký fotograf
  - Barbara Veitová, německá novinářka a spisovatelka († 21. července 2016)
  - Theresa Breslin, skotská autorka knih pro děti a mládež

## Úmrtí

### Česko

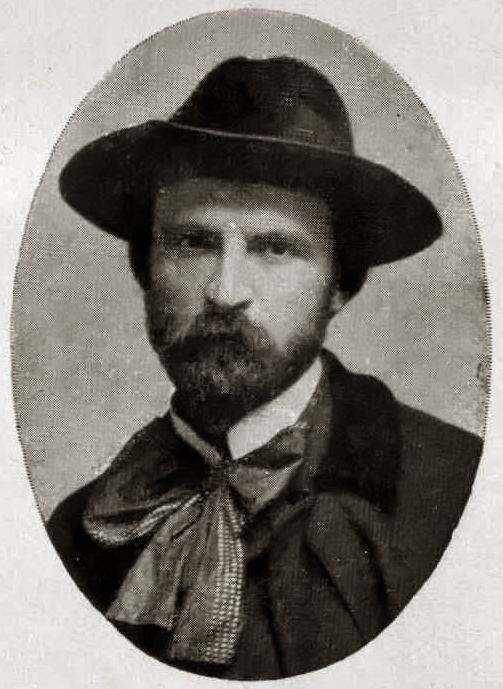
Stanislav Kostka Neumann († 28. června)

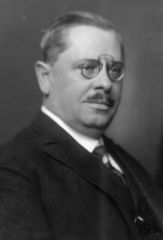
Jan Malypetr († 27. září)

- 06. ledna – Josef Pleticha, fotbalový reprezentant (* 10. února 1902)
- 07. ledna – Ludvík Krupka, právník a politik (* 13. května 1863)
- 08. ledna – Rudolf von Jaksch, česko-rakouský internista a pediatr (* 19. července 1855)
- 13. ledna – Karel Pavlík, sochař (* 29. května 1874)
- 14. ledna – Otmar Vaňorný, překladatel antické poezie a spisovatel (* 12. listopadu 1860)
- 25. ledna – Vincenc Charvát, československý legionář a levicový politik (* 13. ledna 1889)
- 27. ledna – František Xaver Jiřík, historik umění, ředitel Uměleckoprůmyslového muzea v Praze (* 5. listopadu 1867)
- 30. ledna – Josef Martin Nathan, olomoucký pomocný biskup (* 11. listopadu 1867)
- 15. února
  - Hans Krebs, československý politik, později nacista (* 26. dubna 1888)
  - Franz Werner, československý politik německé národnosti (* 22. dubna 1881)
- 22. února – Břetislav Foustka, sociolog a filosof, profesor Univerzity Karlovy (* 5. února 1862)
- 27. února – Václav Štech, divadelní ředitel a spisovatel (* 29. dubna 1859)
- 02. března – Leopold Prečan, 11. arcibiskup olomoucký a metropolita moravský (* 8. března 1866)
- 11. března
  - Richard Schmidt, český, německy hovořící právník a spisovatel (* 22. července 1875)
  - Viktor Lustig, profesionální podvodník (* 4. ledna 1890)
- 17. března – Karel Anděl, astronom (* 28. prosince 1884)
- 23. března – František Pechman, československý politik (* 17. listopadu 1873)
- 26. března
  - Alois Kříž, novinář kolaborující s nacisty (* 26. února 1911)
  - Franta Sauer, spisovatel (* 4. prosince 1882)
- 27. března – Jan Rozkošný, národohospodář a politik (* 19. října 1855)
- 30. března – Vojtěch Bradáč, fotbalista (* 6. října 1913)
- 31. března – Jindřiška Konopásková, básnířka a spisovatelka (* 10. března 1877)
- 03. dubna – Bohumil Holý, učitel, stenograf a autor všeslovanštiny (* 20. listopadu 1885)
- 04. dubna – Valdemar Mazura, žamberský starosta, fotograf a vydavatel (* 7. září 1880)
- 06. dubna – Václav Kaprál, klavírista, sbormistr, publicista a hudební skladatel (* 26. března 1889)
- 08. dubna – Vladimír Krychtálek, proněmecký novinář (* 27. ledna 1903)
- 14. dubna – Augustin Přeučil, agent Gestapa (* 3. července 1914)
- 22. dubna – Vojtěch Vladimír Klecanda, legionář a generál (* 15. listopadu 1888)
- 29. dubna
  - Viliam Gerik, příslušník výsadku Zinc, spolupracovník gestapa (* 28. prosince 1920)
  - Karel Čurda, voják, člen paradesantu Out distance a konfident gestapa (* 10. října 1911)
- 02. května – Karel Langer, malíř (* 16. ledna 1878)
- 12. května – Karel Mečíř, novinář, spisovatel, diplomat a politik (* 18. dubna 1876)
- 13. května – Jan Kapras, právní historik a politik (* 17. ledna 1880)
- 18. května – Hančí Baarová, spisovatelka (* 13. ledna 1917)
- 19. května – Jan Jesenský, profesor stomatologie Karlově univerzitě (* 6. března 1870)
- 26. května – Romuald Rudolf Perlík, archivář na Strahově a historik církevní hudby (* 11. března 1882)
- 01. června – Otakar Auředníček, právník (* 27. září 1868)
- 06. června – Eduard Sochor, architekt (* 21. září 1862)
- 14. června – František Krásný, architekt (* 6. července 1865)
- 19. června
  - Josef Janko, germanista (* 25. října 1869)
  - Ferenc Futurista, divadelní a filmový herec (* 7. září 1891)
- 28. června – Stanislav Kostka Neumann, spisovatel (* 5. června 1875)
- 05. července – J. R. Hradecký, spisovatel, dramatik a žurnalista (* 7. února 1886)
- 21. července – Alois Kotyza, sedmý opat benediktinského kláštera v Rajhradě (* ? 1869)
- 22. srpna – František Xaver Harlas, historik umění, malíř a ředitel Muzea hlavního města Prahy (* 8. února 1865)
- 23. srpna – Matěj Netval, publicista a překladatel (* 4. února 1859)
- 03. září – Václav Hazuka, religionista, teolog a asyrolog (* 22. září 1875)
- 11. září – Gustav Roob, hudební skladatel (* 29. ledna 1879)
- 27. září – Jan Malypetr, politik a předseda vlády v letech 1932–1935 (* 21. prosince 1873)
- 06. října – Otakar Wünsch, člen Petičního výboru Věrni zůstaneme a vydavatel časopisu V boj (* 26. května 1893)
- 10. října – Josef Machovský, československý politik (* 15. ledna 1873)
- 20. října – Jaroslav Zaorálek, překladatel (* 22. prosince 1896)
- 28. října – Vladimír Fischer, architekt (* 4. července 1870)
- 01. listopadu – Čeněk Musil, architekt a urbanista (* 5. března 1889)
- 03. listopadu – Emil Enhuber, československý politik německé národnosti (* 8. února 1878)
- 10. listopadu – Richard Zika, houslista, hudební skladatel a pedagog (* 9. ledna 1897)
- 25. listopadu – Eustach Cihelka, podnikatel a umělec (* 1. května 1874)
- 28. listopadu – Vojtěch Hybášek, kněz, hudebník, propagátor české hudby a spisovatel (* 27. března 1873)
- 04. prosince – František Zavřel, spisovatel a dramatik (* 1. listopadu 1885)
- 21. prosince – Dominik Leibl, československý politik (* 1. dubna 1869)
- neznámé datum
  - Julius Földessy, československý politik rusínské národnosti (* 7. září 1875)
  - Eduard Hedvíček, obránce kancléře Dollfusse (* 17. března 1878)
  - Edmund Bačinský, československý politik rusínské národnosti (* 13. června 1880)
  - Karel Hess, fotbalový reprezentant (* 7. září 1911)

### Svět

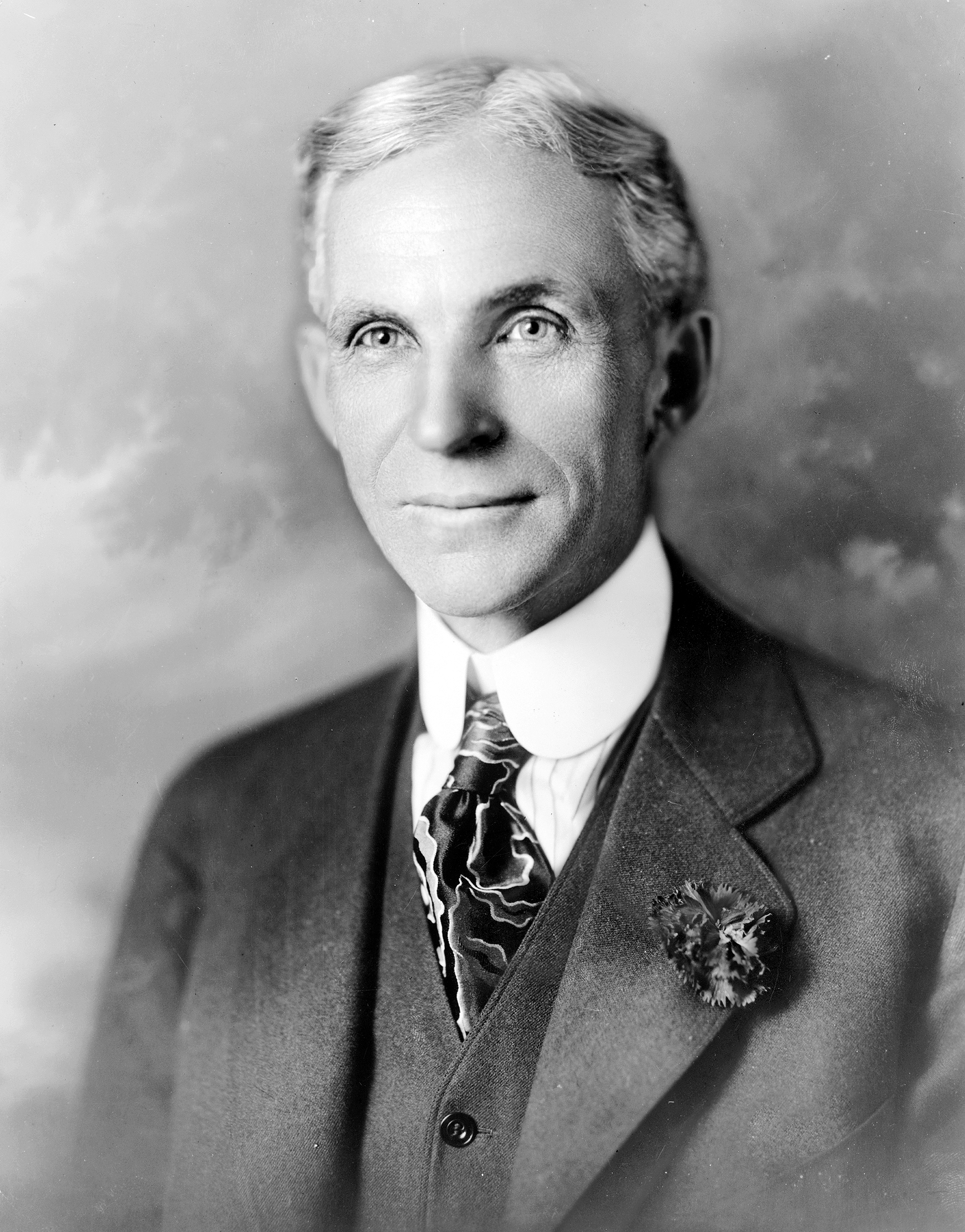
Henry Ford († 7. dubna)

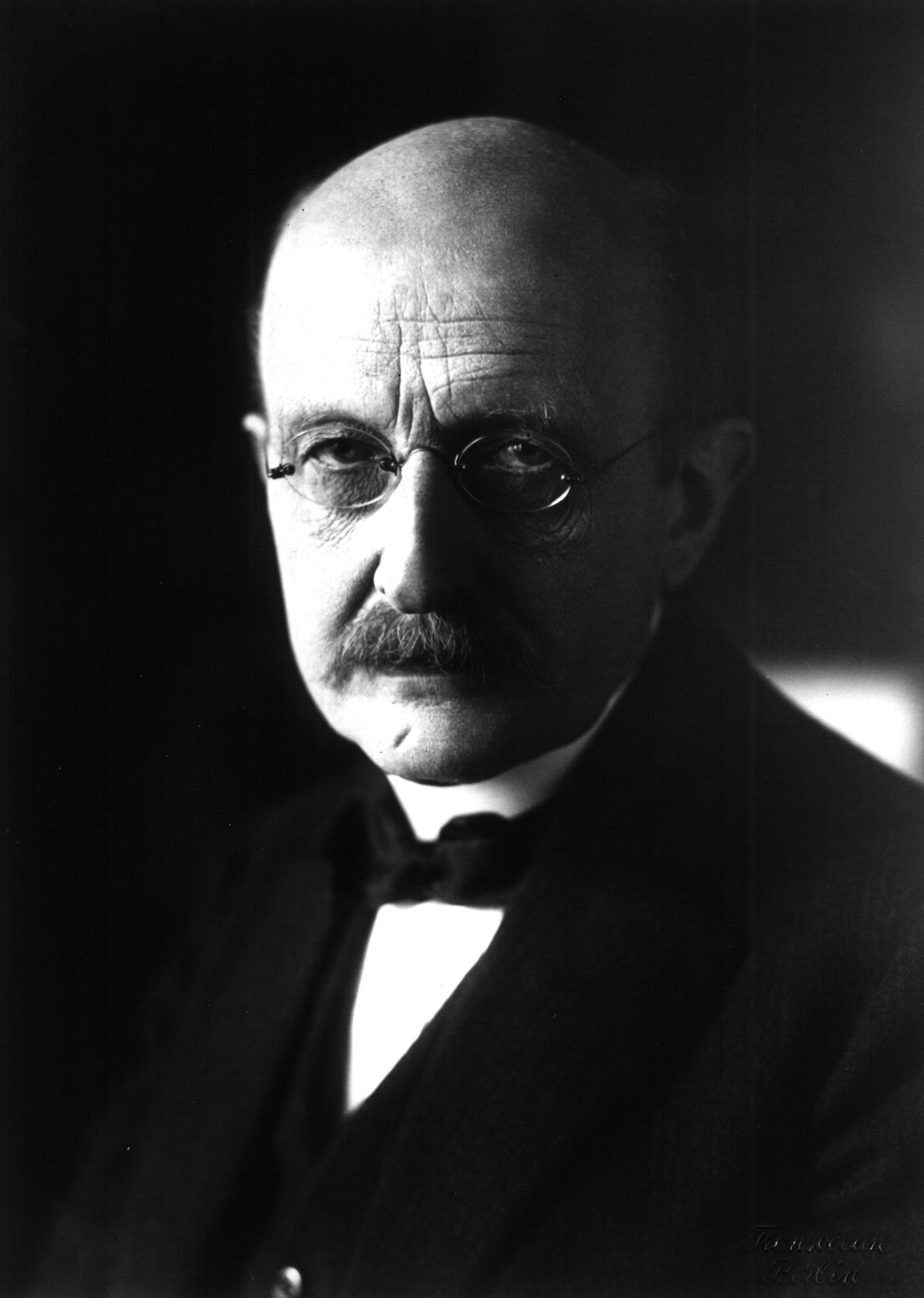
Max Planck († 4. října)

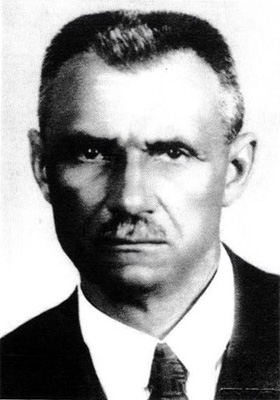
Dušan Jurkovič († 21. prosince)

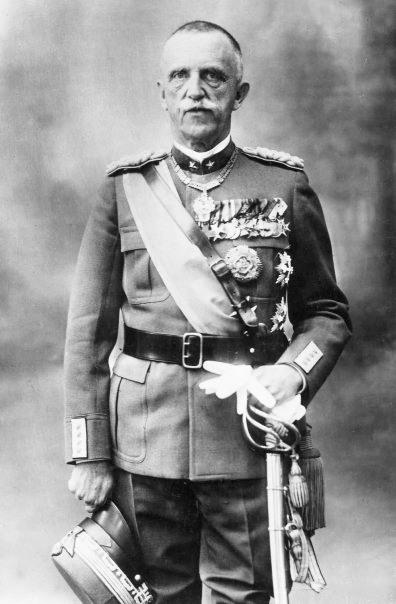
Viktor Emanuel III. († 28. prosince)

- 01. ledna – Eugen Lanti, francouzský, v esperantu píšící, spisovatel (* 19. července 1879)
- 02. ledna – Ellen Gulbransonová, švédská sopranistka (* 4. března 1863)
- 08. ledna – Tadeusz Kutrzeba, polský divizní generál (* 15. dubna 1885)
- 09. ledna – Chajim Kalwarijski-Margalijot, sionistický aktivista v turecké a mandátní Palestině (* 25. března 1868)
- 11. ledna – Hjalmar „Sivu“ Siilasvuo, finský generál (* 18. března 1892)
- 12. ledna – Rosa Smith Eigenmann, americká ichtyoložka (* 7. října 1858)
- 14. ledna – Jean Ajalbert, francouzský spisovatel (* 10. června 1863)
- 22. ledna
  - Dumitru Chipăruș, rumunský art decový sochař (* 16. září 1886)
  - Fjodor Dan, ruský politik (* 19. října 1871)
- 23. ledna – Pierre Bonnard, francouzský malíř, představitel postimpresionismu (* 3. října 1867)
- 25. ledna – Al Capone, americký šéf organizovaného zločinu (* 17. ledna 1899)
- 26. ledna – Gustav Adolf Švédský, nejstarší syn švédského krále Gustava VI. Adolfa (* 22. dubna 1906)
- 03. února – Petar Živković, srbský generál a první jugoslávský premiér (* 1. ledna 1879)
- 04. února – Luigi Russolo, italský malíř a kritik umění, experimentální hudby (* 30. duben 1885)
- 12. února – Kurt Lewin, americký psycholog (* 9. září 1890)
- 13. února – Erich Hecke, německý matematik (* 20. září 1887)
- 15. února
  - Arthur Machen, velšský spisovatel a okultista (* 3. března 1863)
  - Raoul Le Mat, americký filmový režisér a hokejový trenér (* 3. září 1875)
- 17. února – Elena Văcărescu, rumunská a francouzská spisovatelka (* 21. září 1864)
- 18. února – Jáchym Arnošt Anhaltský, poslední anhaltský vévoda (* 11. ledna 1901)
- 19. února – August Schmidhuber, nacistický politik a generál (* 8. května 1901)
- 24. února – Pierre Janet, francouzský psycholog (* 30. května 1859)
- 06. března – Halford Mackinder, britský geograf (* 15. února 1861)
- 18. března – Ibó Takahaši, japonský viceadmirál během druhé světové války (* 20. dubna 1888)
- 20. března – Heinrich Schwarz, německý válečný zločinec (* 14. června 1906)
- 23. března
  - Luisa Toskánská, saská korunní princezna (* 2. září 1870)
  - Ferdinand Zecca, francouzský filmový herec, režisér a scenárista (* 19. února 1864)
- 25. března – Čchen Čcheng-po, čínský a tchajwanský malíř (* 2. února 1895)
- 28. března – Ondrej Janček, československý politik (* 19. listopadu 1871)
- 01. dubna – Jiří II. Řecký, řecký král (* 20. července 1890)
- 04. dubna – James Edward Cecil, 4. markýz ze Salisbury, britský státník a šlechtic (* 23. října 1861)
- 07. dubna – Henry Ford, americký průmyslník a tvůrce automobilů (* 30. července 1863)
- 10. dubna – Heinrich von Maur, německý generál (* 19. července 1863)
- 16. dubna – Rudolf Höss, velitel koncentračního tábora Auschwitz u Osvětimi (* 25. listopadu 1900)
- 18. dubna
  - Kurt Oberhauser, vrchní tajemník pražského gestapa (* 27. března 1903)
  - Jozef Tiso, slovenský politik, popraven (* 13. října 1887)
- 20. dubna – Kristián X., dánský a islandský král (* 26. září 1870)
- 23. dubna – Edouard Chatton, francouzský biolog (* 11. října 1883)
- 24. dubna
  - Harald Wiesmann, válečný zločinec, zodpovědný za vyhlazení Lidic (* 22. dubna 1909)
  - Willa Cather, americká spisovatelka (* 7. prosince 1873)
- 29. dubna – Irving Fisher, americký ekonom (* 27. února 1867)
- 03. května – Walter Jacobi, německý válečný zločinec, vedoucí úřadovny SD v Praze (* 2. července 1909)
- 08. května – Attilio Ferraris, italský fotbalista (* 26. března 1904)
- 13. května – Wilhelm Pinder, německý teoretik a historik umění (* 25. června 1878)
- 16. května – Frederick Hopkins, anglický biochemik (* 20. června 1861)
- 17. května – Wolfgang Muff, generál nacistického Německa (* 15. března 1880)
- 20. května – Philipp Lenard, německý fyzik, nositel Nobelovy ceny (* 7. června 1862)
- 23. května – Charles-Ferdinand Ramuz, švýcarský spisovatel a básník (* 24. září 1878)
- 26. května – Theodor Morell, osobní lékař Adolfa Hitlera (* 22. července 1886)
- 02. června – Stěpan Petričenko, ruský revolucionář (* ? 1892)
- 09. června – Lucjan Żeligowski, polský generál (* 17. října 1865)
- 13. června – Slavko Kvaternik, chorvatský zakladatel ustašovského hnutí (* 25. srpna 1878)
- 15. června – Bronisław Huberman, polský houslista (* 19. prosince 1882)
- 16. června – Alexander Neumann, rakouský architekt (* 15. října 1861)
- 20. června – Bugsy Siegel, americký gangster (* 28. února 1906)
- 26. června – Richard Bedford Bennett, premiér Kanady (* 3. července 1870)
- 12. července – Jimmie Lunceford, americký jazzový saxofonista (* 6. června 1902)
- 14. července – Albert Marquet, francouzský malíř (* 27. března 1875)
- 16. července – Raoul Wallenberg, švédský diplomat, zachránce maďarských Židů (* 4. srpna 1912)
- 23. července – Joseph August Lux, rakouský spisovatel a teoretik moderní architektury (* 8. dubna 1871)
- 27. července – Ivan Regen, slovinský biolog a entomolog (* 9. prosince 1868)
- 8. srpna
  - Francis Balodis, lotyšský archeolog a egyptolog (* 7. srpna 1882)
  - Anton Ivanovič Děnikin, generál ruské armády (* 16. prosince 1872)
- 19. srpna
  - Růžena Jilemnická, slovenská spisovatelka českého původu (* 15. února 1897)
  - Oskar Moll, německý malíř (* 21. července 1875)
- 21. srpna – Ettore Bugatti, italský konstruktér (* 15. srpna 1881)
- 29. srpna – Manolete, španělský toreador (* 4. července 1917)
- 09. září – Victor Horta, belgický secesní architekt (* 6. ledna 1861)
- 15. září – Frederick Russell Burnham, americký spisovatel (* 11. května 1861)
- 17. září – Pavol Žiška, slovenský kněz a československý politik (* 1. června 1879)
- 21. září – Marek Gažík, československý politik, ministr a poslanec (* 18. dubna 1887)
- 28. září – Elsa von Gutmann, kněžna z Lichtenštejna (* 6. ledna 1875)
- 20. září – Fiorello H. La Guardia, starosta New Yorku (* 11. prosince 1882)
- 04. října – Max Planck, německý fyzik (* 23. dubna 1858)
- 08. října – Leonor Michaelis, německý biochemik (* 16. ledna 1875)
- 18. října – George Henry Peters, americký astronom (* 1863)
- 29. října – Frances Clevelandová, manželka prezidenta USA Grovera Clevelanda (* 21. července 1864)
- 1. listopadu – Teodor Romža, rusínský řeckokatolický biskup (* 14. dubna 1911)
- 7. listopadu – Sándor Garbai, prezident komunistické Maďarské republiky rad (* 27. března 1879)
- 11. listopadu – Martin Dibelius, německý evangelický teolog (* 14. září 1883)
- 12. listopadu – Emmuska Orczy, anglická spisovatelka (* 23. září 1865)
- 18. listopadu – Edwin Diller Starbuck, americký psycholog (* 20. února 1866)
- 20. listopadu – Wolfgang Borchert, německý spisovatel (* 20. května 1921)
- 27. listopadu – David Bloch Blumenfeld, druhý starosta Tel Avivu (* 1884)
- 28. listopadu – Philippe Leclerc de Hauteclocque, generál francouzské armády (* 22. listopadu 1902)
- 29. listopadu – Karl Jaray, rakouský architekt, působící i v Československu (* 14. března 1878)
- 30. listopadu – Ernst Lubitsch, německý filmový režisér (* 28. ledna 1892)
- 1. prosince
  - G. H. Hardy, anglický matematik (* 7. února 1877)
  - Aleister Crowley, britský spisovatel, okultista a filosof (* 12. října 1875)
- 5. prosince – William I. Thomas, americký sociolog (* 13. srpna 1863)
- 7. prosince
  - Nicholas Murray Butler, americký filosof a diplomat (* 2. dubna 1862)
  - Tristan Bernard, francouzský dramatik (* 7. září 1866)
- 9. prosince
  - Hanns Ludin, vyslanec Německé říše ve Slovenském státu (* 10. června 1905)
  - Hermann Höfle, německý generál, velitel vojsk potlačujících Slovenské národní povstání (* 12. září 1898)
- 11. prosince – Aleksander Stavre Drenova, albánský básník (* 11. dubna 1872)
- 13. prosince – Nikolaj Rerich, ruský mystik, malíř, filozof, archeolog a spisovatel (* 9. října 1874)
- 14. prosince
  - Stanley Baldwin, britský politik a předseda britské vlády (* 3. srpna 1867)
  - Louis Delâge, francouzský průkopník automobilismu (* 22. března 1874)
- 17. prosince – Johannes Nicolaus Brønsted, dánský fyzikální chemik (* 22. února 1879)
- 21. prosince – Dušan Jurkovič, slovenský architekt (* 23. srpna 1868)
- 28. prosince – Viktor Emanuel III., italský král (* 11. listopadu 1869)
- 30. prosince
  - Alfred North Whitehead, americký fyzik a matematik (* 15. února 1861)
  - Han van Meegeren, nizozemský malíř a padělatel (* 10. října 1889)
- neznámé datum
  - Andrij Harasevyč, ukrajinský básník, klavírista a horolezec (* 1917)
  - Petro Trad, libanonský prezident (* 1876)
  - Nevdürr Hanımefendi, pátá manželka osmanského sultána Murada V. (* ?)

## Hlavy států
Evropa:
- Československo – prezident Edvard Beneš
- Vatikán – papež Pius XII.
- Francie – prezident Vincent Auriol
- Sovětský svaz
  - předseda prezídia Nejvyššího sovětu Nikolaj Michajlovič Švernik
  - (de facto) generální tajemník KSSS Josif Vissarionovič Stalin
- Litevská SSR – Antanas Sniečkus

- USA – prezident Harry Truman

Asie:
- Japonsko – Císař Šówa
- Čína – prezident Čankajšek